# 横手市増田伝統的建造物群保存地区

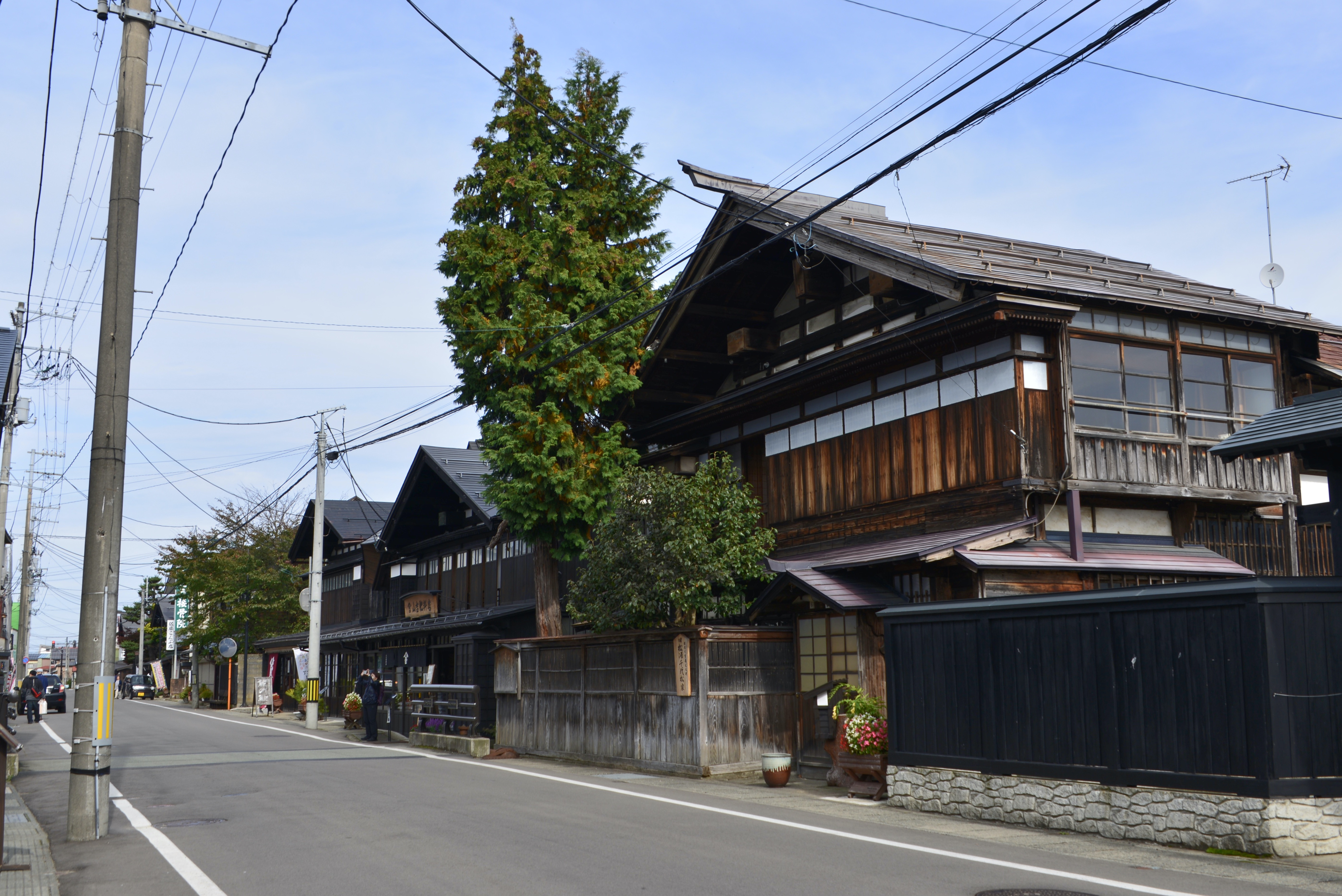
増田地区の中心を貫く中七日町通り

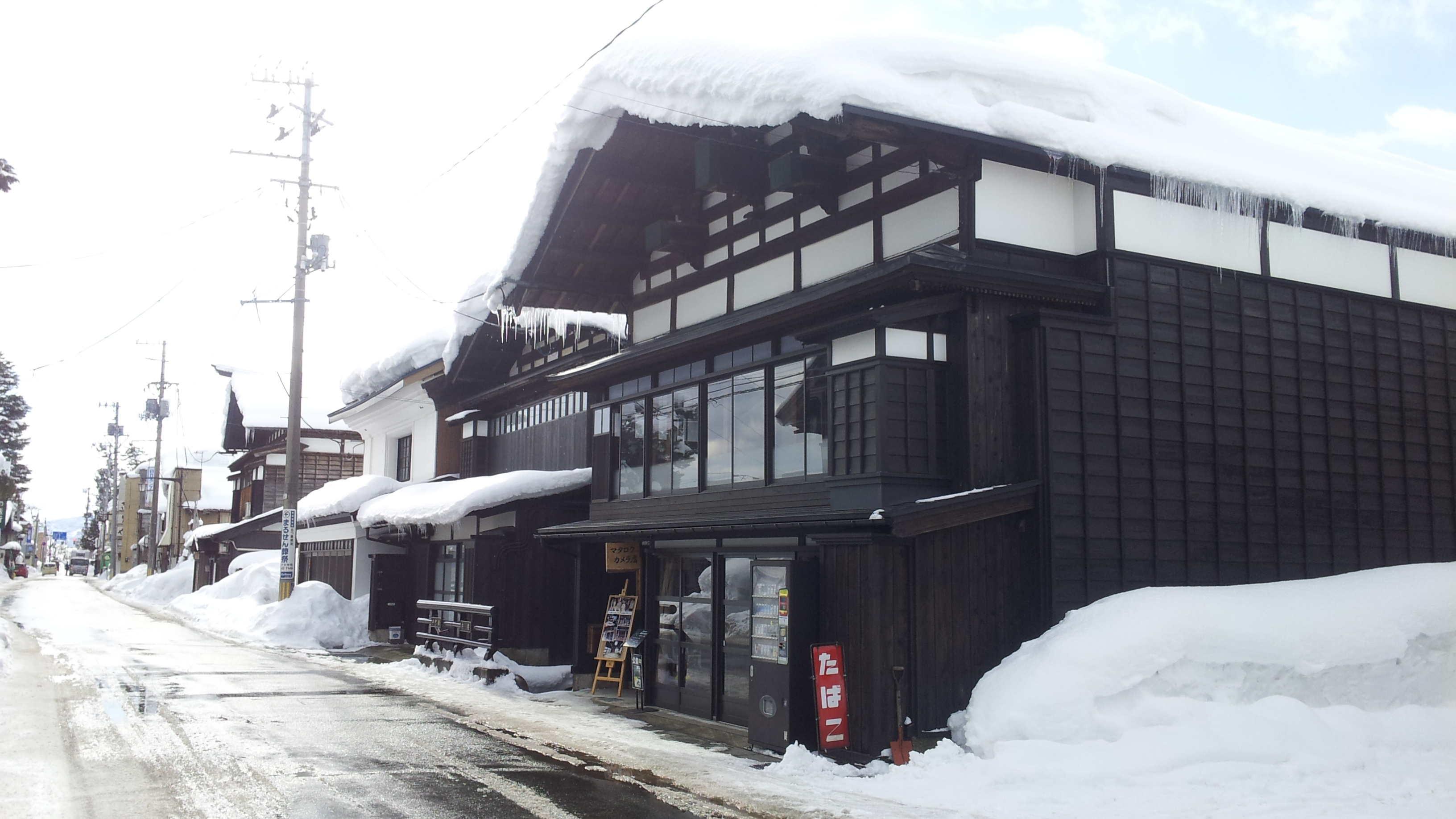
冬の中七日町通り

横手市増田伝統的建造物群保存地区（よこてしますだでんとうてきけんぞうぶつぐんほぞんちく）は秋田県横手市増田町にある伝統的建造物群保存地区。横手市の都市計画によって決定された保存地区であり、国の重要伝統的建造物群保存地区として選定されている。

## 概要

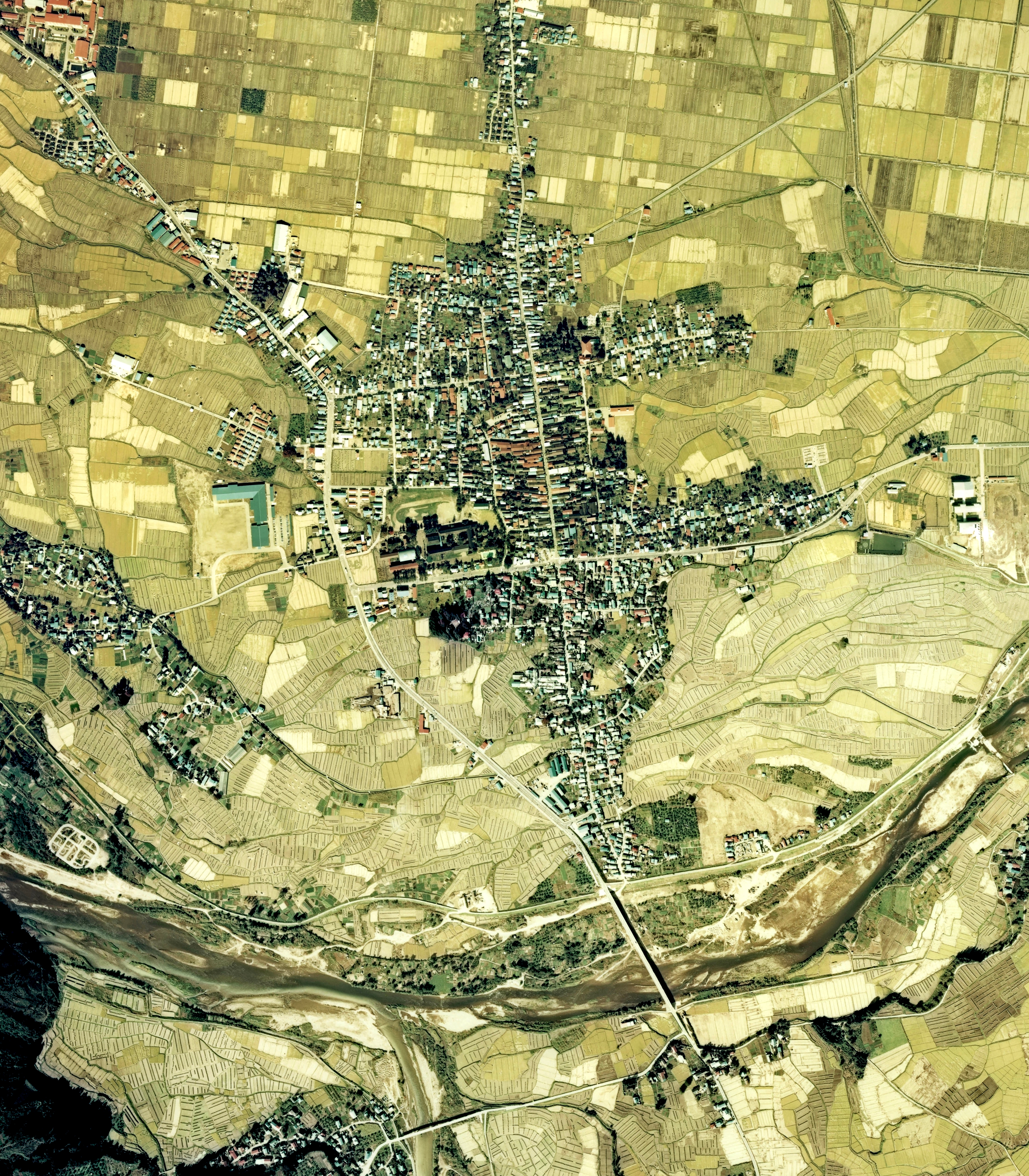
増田伝統的建造物群保存地区周辺の空中写真。1976年撮影の4枚を合成作成。
。

当保存地区がある増田町は横手市の中心部から南に12kmほど離れた位置にあり、また羽州街道からも南東に3kmほど離れた位置にある在郷町である。町中心部を南北に貫く県道108号線（中七日町通り、愛称『くらしっくロード』）を中心とした南北約420m、東西約350mの範囲が重要伝統的建造物群保存地区として選定されている。
当地域は近世から近代にかけて流通・商業の拠点として繁栄した地域であり、江戸時代以来の町割りが残り、沿道には切妻造妻入形式の主屋が立ち並んでいる。各家の間口は5間 - 7間程度と狭く、一方奥行は50間 - 70間と長大な短冊形の敷地であることから、主屋の背後に内蔵（うちぐら）と呼ばれる鞘付土蔵を接続して、豪雪地帯に対応した長大な内部空間を確保している。重要伝統的建造物群保存地区の選定にあたっては、このような地方的特色を示す点と、東北地方で数少ない商家の街並みをよく残している点が特筆された。
伝建制度発足以来「町並み保存」が主眼とされてきたが、建物の外観からは知ることができない「内蔵」という内部構造が高く評価された点で、増田の町並みの重伝建地区選定は画期的とも言える出来事であった。

### 重要伝統的建造物群保存地区データ
- 選定範囲 - 秋田県横手市増田町増田字本町、字田町、字中町及び字七日町の各一部
- 種別 - 在郷町
- 面積 - 約10.6ヘクタール
- 保存地区都市計画決定告示年月日 - 平成25年7月1日
- 重要伝統的建造物群保存地区選定年月日 - 平成25年12月27日
- 選定基準 - 伝統的建造物群及び地割がよく旧態を保持しているもの
- 伝統的建造物及び環境物件の特定数 - 143件（平成25年12月27日現在）  
  - 伝統的建造物（建築物） - 119件
  - 伝統的建造物（工作物） - 9件
  - 環境物件 - 13件
- 指定・登録文化財 （建造物）
  - 国の重要文化財　- 2件5棟　
  - 国の登録有形文化財　- 16件34棟（伝建地区外の1件含む）
  - 横手市指定文化財　- 7件11棟（伝建地区外の1件含む）

## 歴史

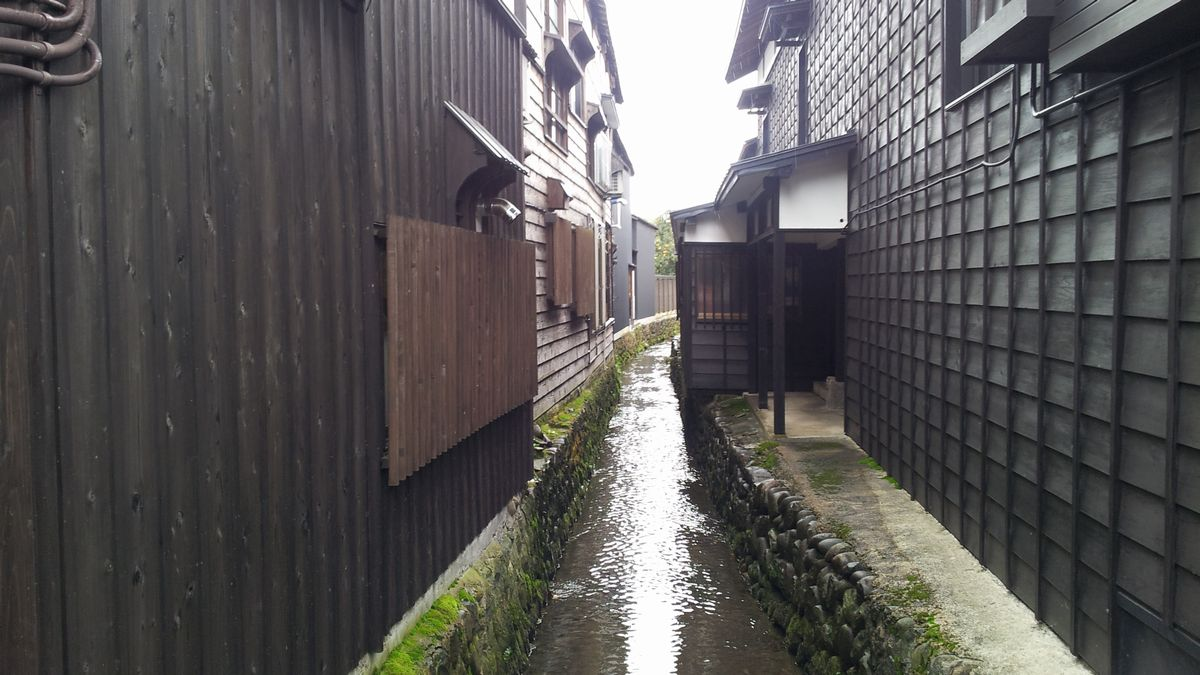
かつて増田城の堀の水にも用いられたという「下タ堰」

増田地区の起源は、貞治年間に小笠原氏が、現在の横手市立増田小学校付近に増田城を築いたことに始まると伝わるが、城は元和年間に破却された。一方で、増田は羽州街道からは外れるものの、手倉街道と小安街道が交わる交通の要衝であり、寛永20年（1643年）には現在まで伝わる増田の朝市が始まるなど、秋田藩南部の流通の拠点として栄えることとなった。元禄16年（1703年）の絵図に町並みが描かれていることから、遅くとも18世紀初頭には町の骨格が成立したものと考えられている。現在残る町並みは江戸時代末期の町割りを踏襲するとされる。

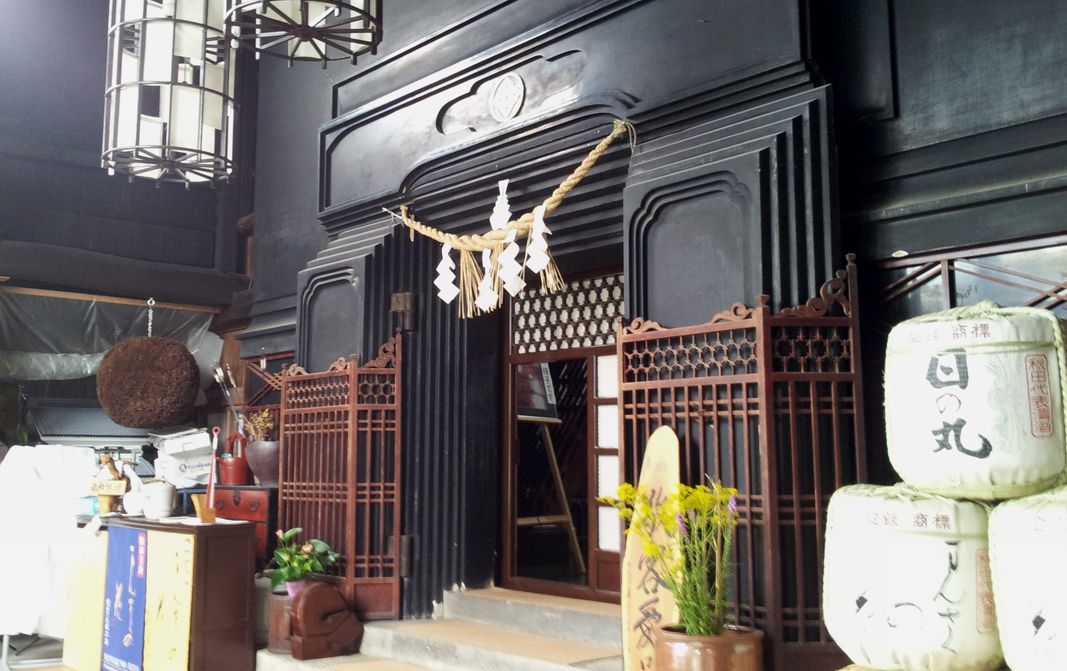
日の丸酒造文庫蔵

明治以後も繁栄は続き、生糸や葉たばこの集散地として、また酒造業の生産地としても発展した。明治28年（1895年）には現在の北都銀行の源流にあたる増田銀行が設立され、それを契機に増田水力電気株式会社が設立されるなど、多くの会社組織が成立し、最盛期を迎えた。増田の町並みを特徴づける「内蔵」は、すべて戦前の築であり、その多くは明治期から大正期にかけてのものである。明治38年（1905年）の奥羽本線全通により輸送体系が変化し、地域市場が全国市場に組み込まれるに至って徐々に商圏が縮小してゆくことになるが、大正4年（1915年）に吉乃鉱山の鉱床が発見され、戦前にかけて繁栄が続いた。
一方、「内蔵」を持つ伝統的建築物群が地域資源として再発見され、観光地化を目指す動きが生まれたのは遅く、実に2000年代に入ってからである。平成13年（2001年）に佐藤養助商店が漆蔵資料館の公開を開始、翌年に日の丸醸造、勇駒酒造が国の登録有形文化財として登録され、内蔵を有する街並みが増田特有の地域資源として再認識されるようになってきた。中でも転機となったのが平成17年（2005年）の写真集『増田の蔵』発刊であったとされ、翌年から、地域住民の協力により内蔵を持つ家屋が特別一斉公開される『蔵の日』イベントが開始されるきっかけとなった。増田町が横手市に合併されてからもこのような動きは着実に進み、平成21年（2009年）の増田観光物産センター「蔵の駅」開設、そして平成25年（2013年）7月の横手市による都市計画決定と、それを受けての同年12月の国の重要伝統的建造物群保存地区選定に至っている。

## 町屋の造りと「内蔵」

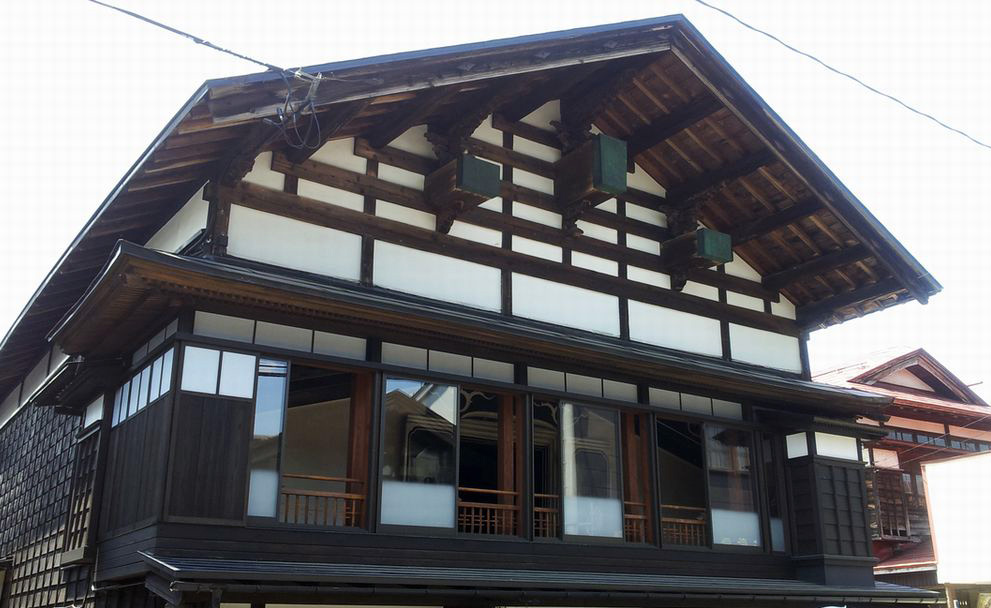
増田の「町屋」の外観（佐藤家住宅、主屋）２階の窓越しに内蔵が見える

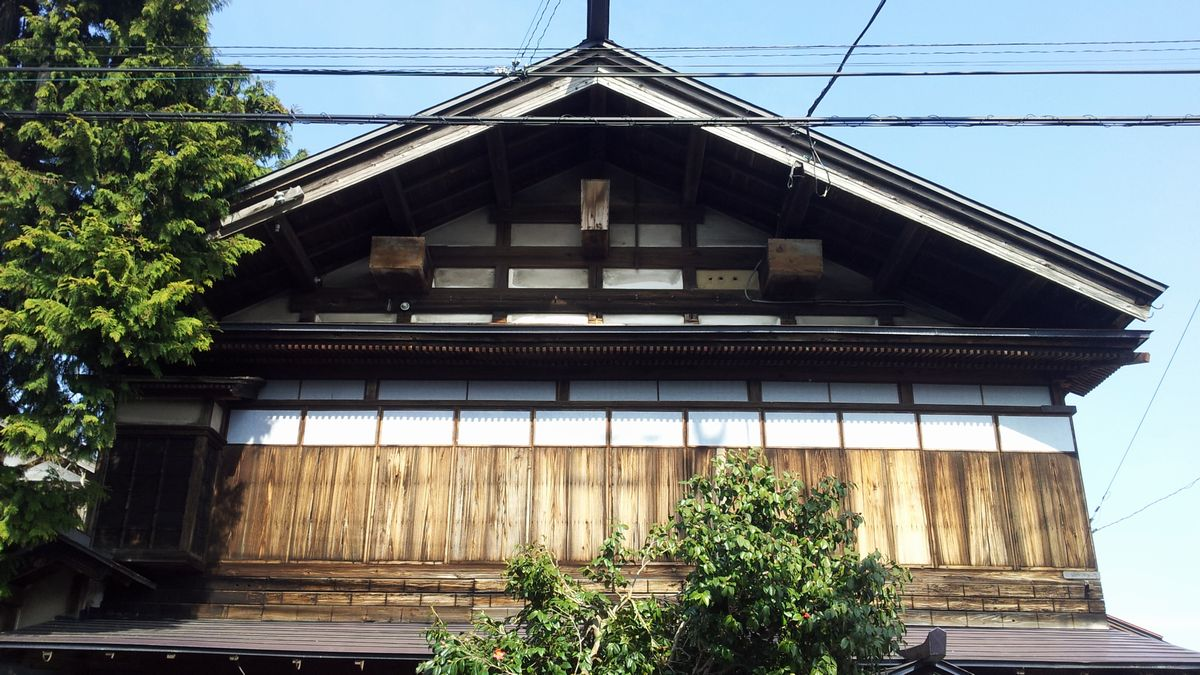
切妻造、妻入りの主屋（旧松浦家住宅、主屋）

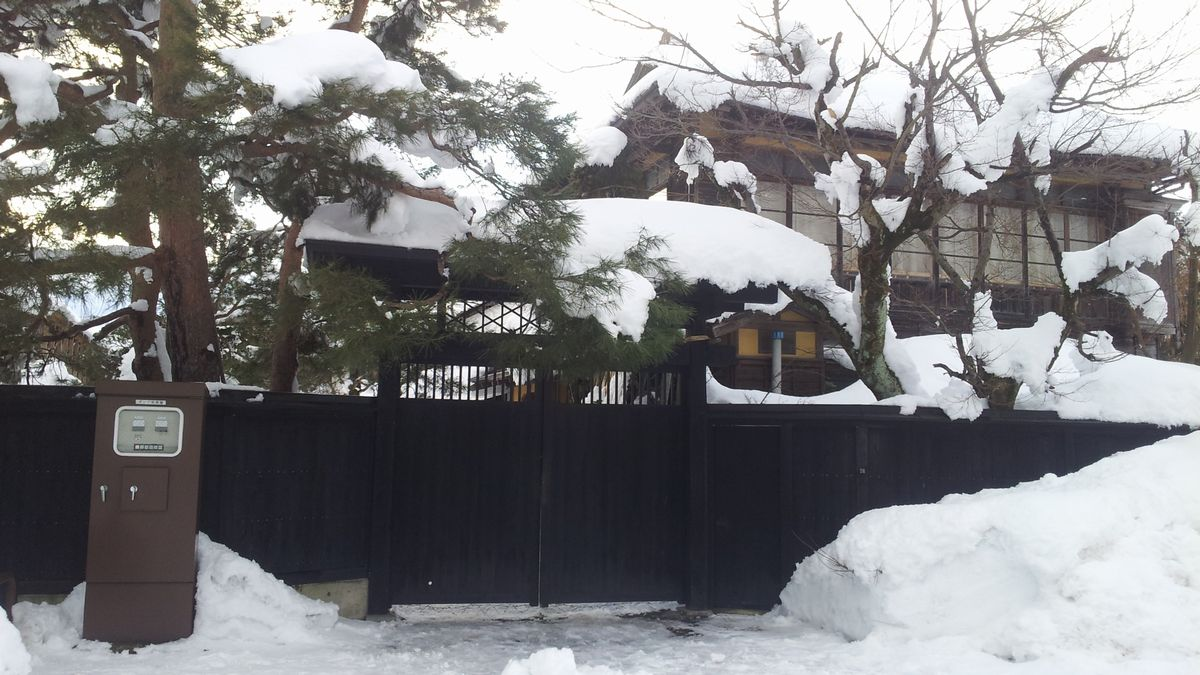
屋敷の「裏通り」（山吉肥料店東門）

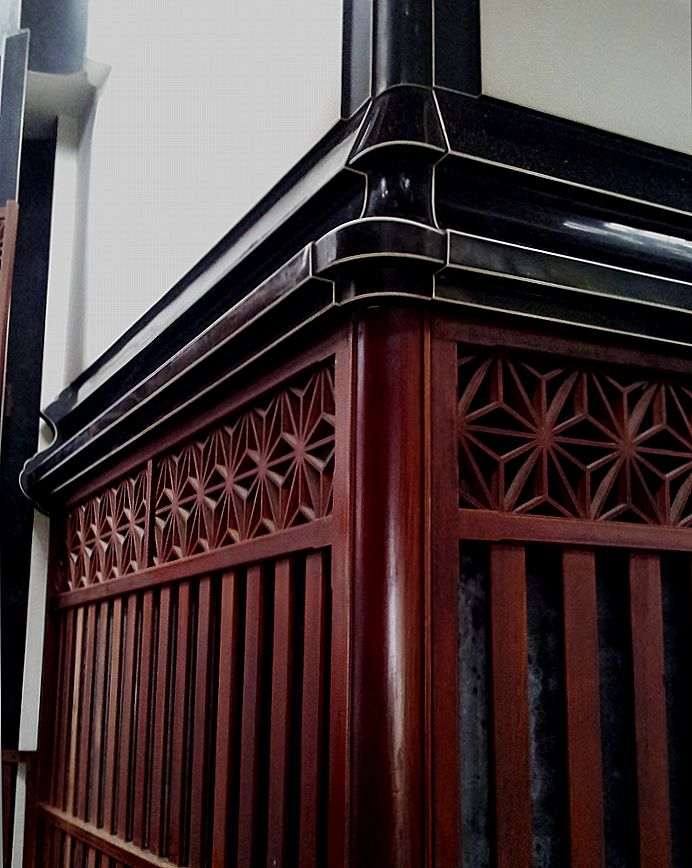
「銀杏仕上げ」の水切りと、麻の葉の装飾を施した「鞘飾り」（山吉肥料店座敷蔵）

増田の町並みは、同じく「蔵の町」として知られる倉敷、川越、喜多方などとは違い、表通りを歩いて目にすることができる蔵はほんの数軒にすぎない。一見するとただの古びた商家の奥に豪華な内蔵が隠れているのが、増田の大きな特色であり魅力とも言えよう。
前述の通り、増田地区の町割りは通りに面して短冊状に敷地が割られ、各家の主屋が通りに面しており、主屋背後に「内蔵」（うちぐら）と呼ばれる鞘付土蔵が接続されている。この内蔵は「鞘」（さや）と呼ばれる主屋と一体となった上屋に覆われており、外からは見えない構造となっている。
敷地内での配置は通りに面する側から、主屋・鞘付土蔵・庭の順で並ぶものが多く、庭では「外蔵」（とぐら）と呼ばれる独立した蔵が設けられる例も多い。敷地背面が裏通りに接する場合、通りに面して門と板塀が設けられており、各家は「表通り」「側面・路地通り」「裏通り」において3つの異なる様相を見せる。
通りに面する「主屋」は切妻造り二階建て妻入りのものが多く、妻飾りとして化粧梁や化粧束を現し、更に巨大な梁首を突き出し斗栱や木鼻といった寺社建築を思わせる装飾も見られる。（これらはあくまで装飾であり建物の構造体とは関係がない）二階窓には「霧除け」と呼ばれる小庇を出し、繁垂木や扇垂木、「二軒（ふたのき）」など装飾性の高いものも多い。妻側の「螻羽」は一間余りと非常に深く、建物の表情に陰影を与えている一方で、軒先は一尺から二尺と極めて短い。これは秋田県地方の町屋に多く見られ、有数の豪雪地方である増田においては特にそれが発達したものと考えられる。
この他にも、数は少ないものの入母屋造り棟入り（興文堂東海林書店）や、木造三階建ての主屋（旧石田理吉家）、土蔵造りの店蔵（旧村田薬局、旧佐々虎呉服店）なども見ることができる。内蔵のみならず、これら伝統的な町屋の外観を数多く残している点も高く評価されている。
主屋内部は建物南側を通り土間が貫き、入り口から店（見世）、おえ（居間）、水屋などが続き通り土間に面して中庭を設けて採光を図るなどの工夫も見られる。主屋から棟続きの鞘（覆屋）が続き高い吹き抜けの蔵前となり巨大な生活空間を構築し、通り土間の一番奥に内蔵を配するのが増田の一般的な町屋の構造である。
一般的な内蔵の造りは、前後に掛け子塗りの扉を設け、壁は磨き上げられた黒漆喰塗り、壁面下部及び扉は「鞘飾り」と呼ばれる漆塗りの木枠が配されている。
扉の蛇腹は五段にも及ぶものもあり、光沢を放つほどに磨かれた黒漆喰、工芸品のような豪華な鞘飾りなど建築・左官技術の域を超えて芸術的ですらある。
蔵の構造体は欅、栗、松などの良材をふんだんに用い、五寸五分の通し柱を壁面に一尺間隔でびっしりと並べる内蔵も見られる。梁は重ね梁や束立てといった和小屋組からトラス構造まで多彩で、建築年代による技法の違いを比較することもできる。これらの柱や梁を漆塗りで仕上げた内蔵もあり、今なお建築当時の眩いばかりの輝きを放っている。これら法外とも思える贅の限りを尽くした蔵の建築が可能だったのも、鞘に覆われた内蔵という特殊な構造あってのものだろう。
用途は、物品や文書を保管するための「文庫蔵」と、当主や家族の私的空間として使用される「座敷蔵」に大別され、前者は全面板の間、後者は1階奥を畳敷として内部を2室に分けている。座敷蔵の方が数が多く、文庫蔵を後から座敷蔵に改装したものも多く見られる。ただし、寺社や酒蔵では、座敷蔵として使用されているものも文庫蔵と呼びならわす例があるとされる。
現在19棟（うち3棟は事前予約制）が公開され、見学が可能である。

## ギャラリー

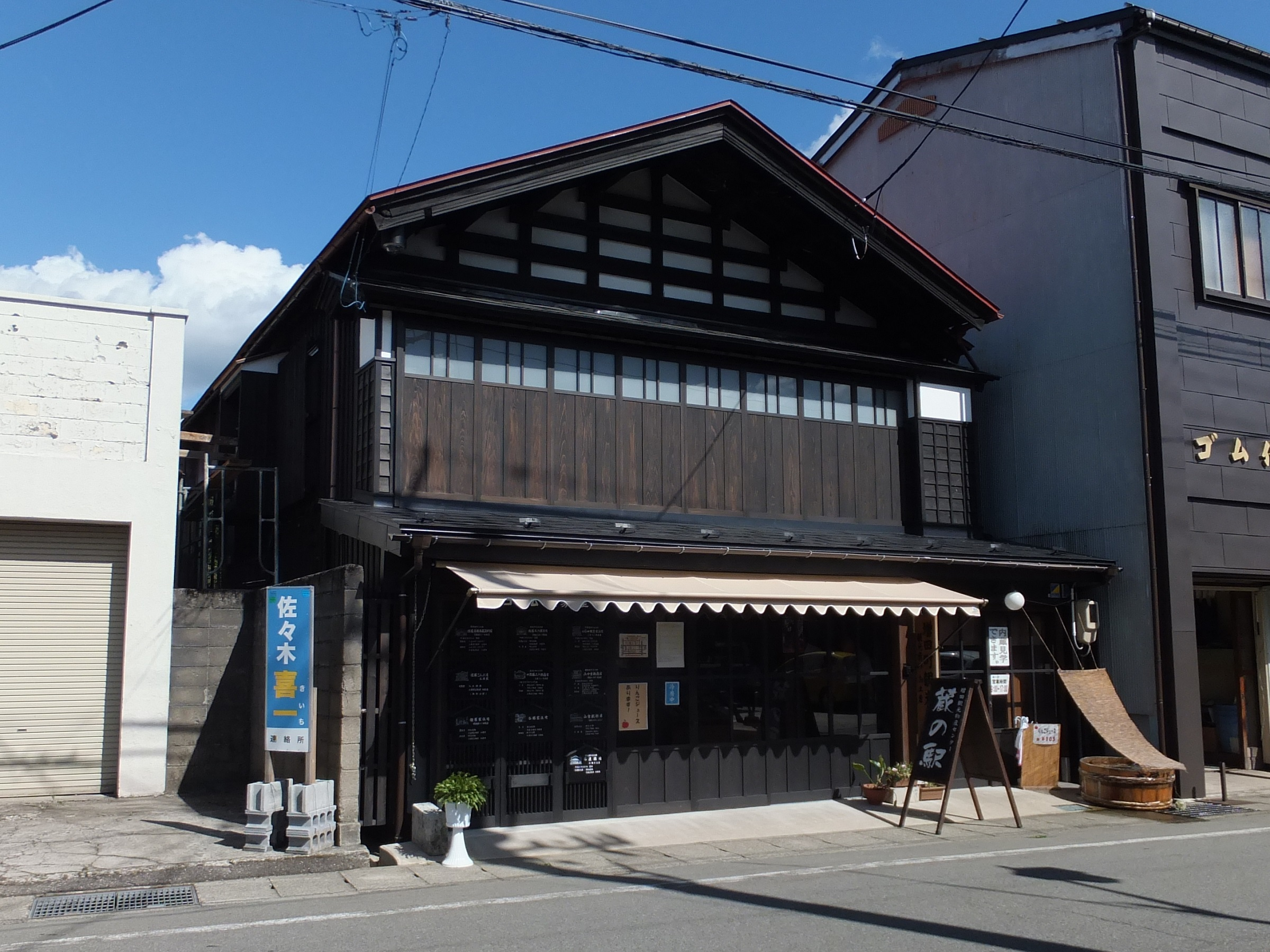
増田観光物産センター「蔵の駅」（旧石平金物店）
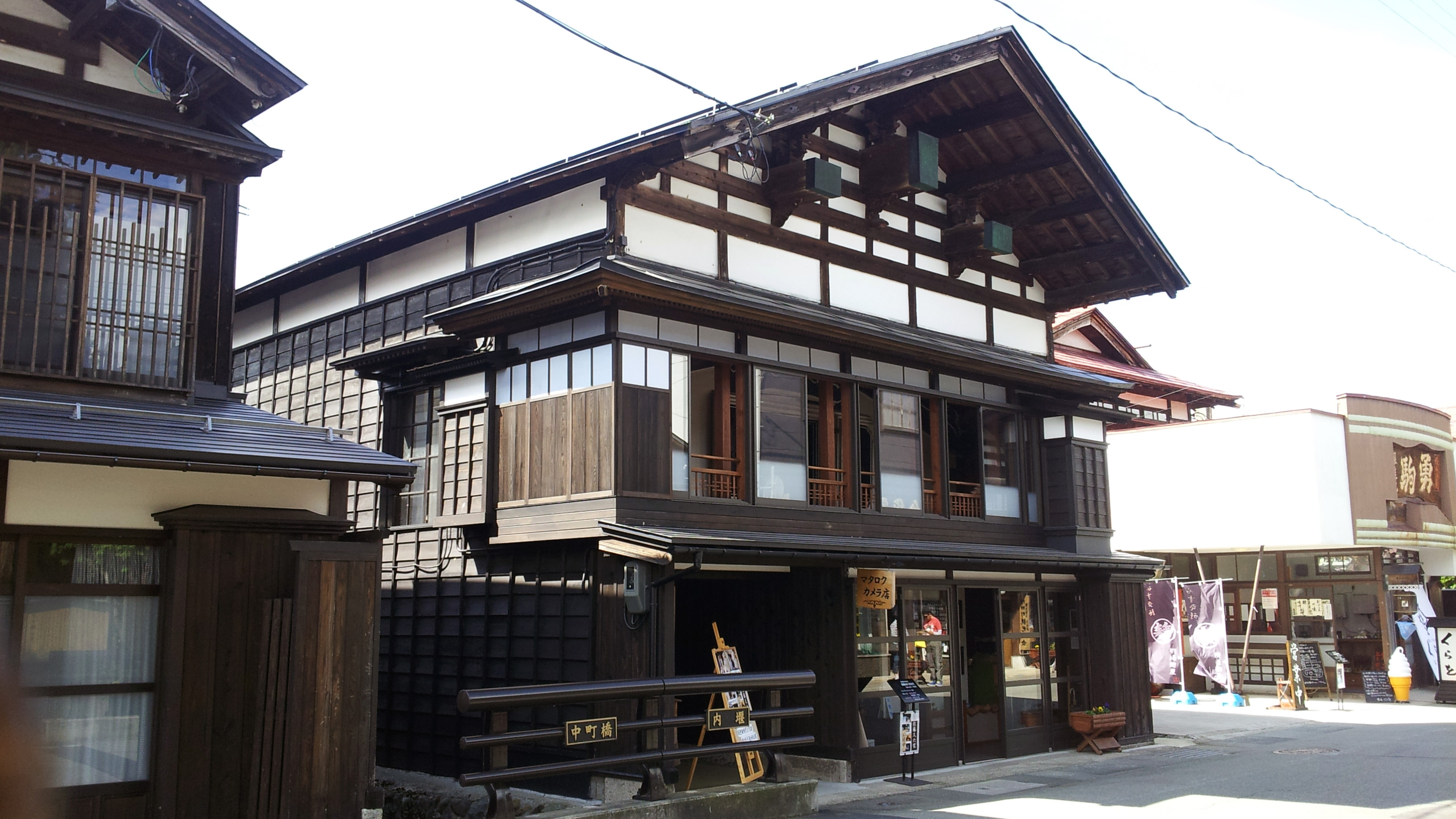
佐藤家住宅、主屋 （国の重要文化財)
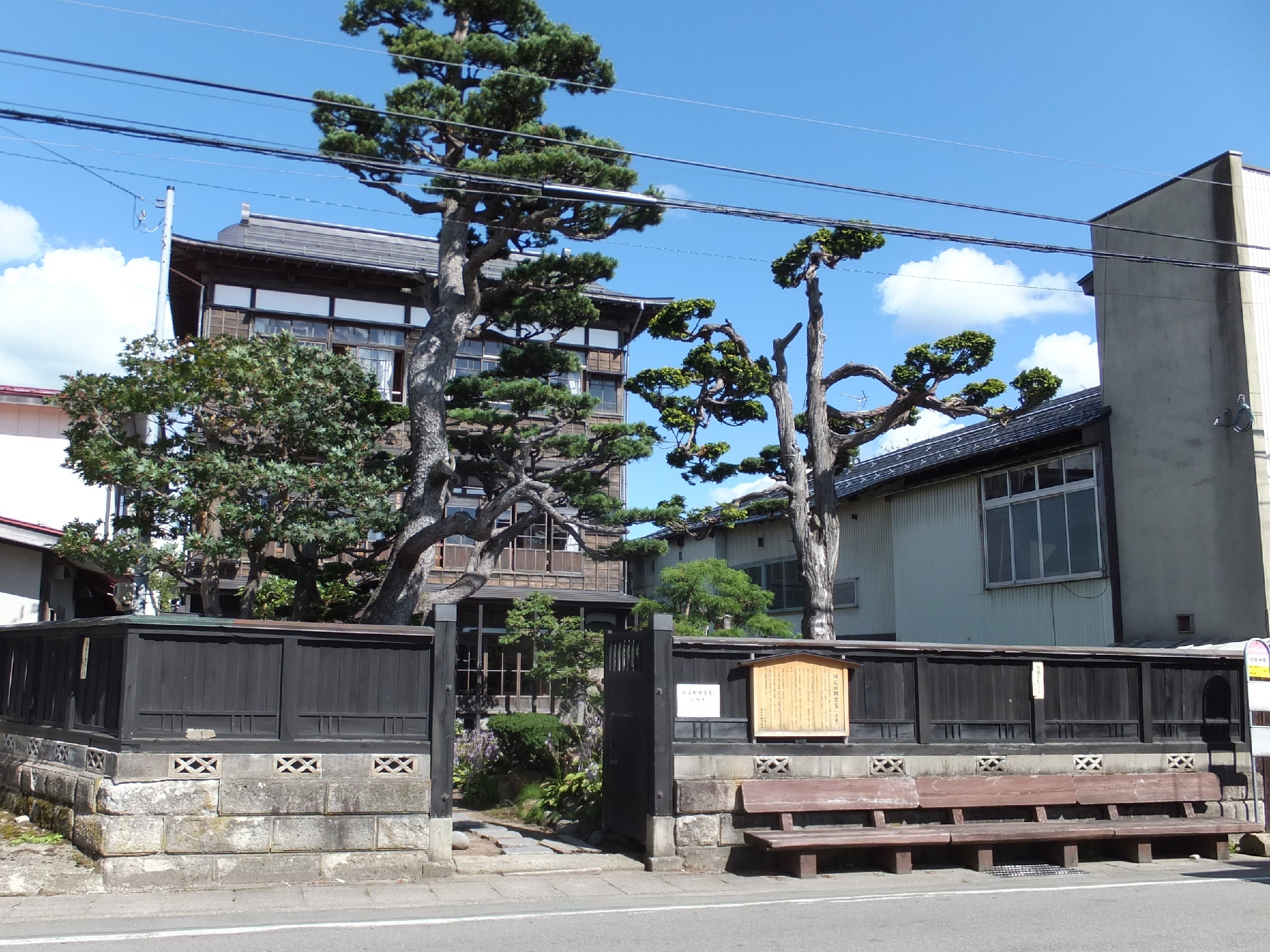
旧石田理吉家（横手市指定文化財）
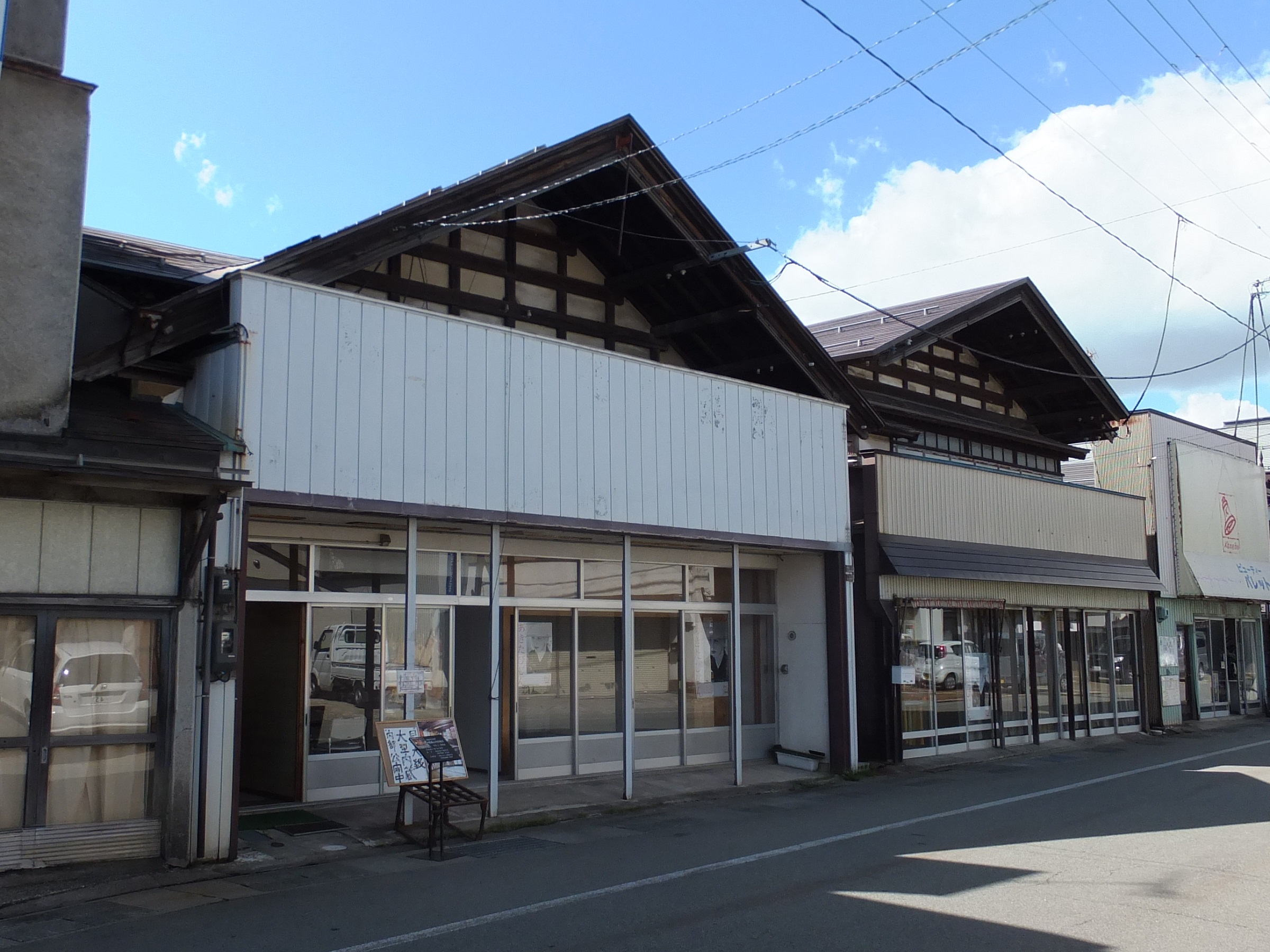
佐藤三十郎家（登録有形文化財）
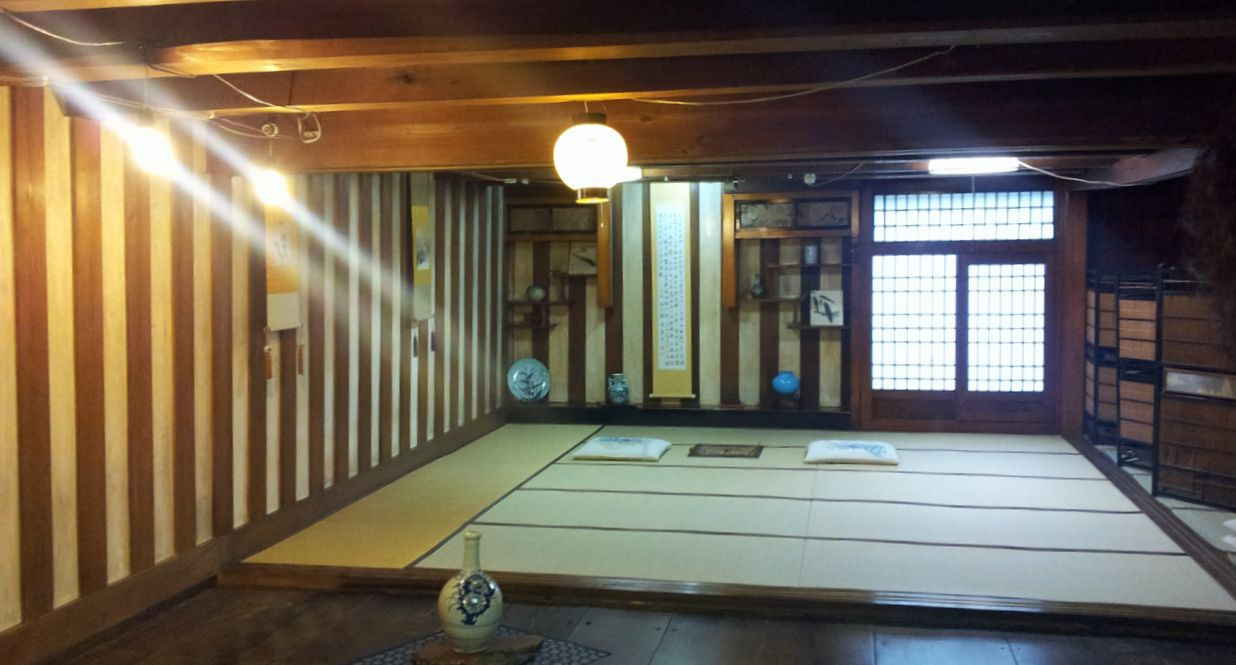
佐藤三十郎家座敷蔵（登録有形文化財）
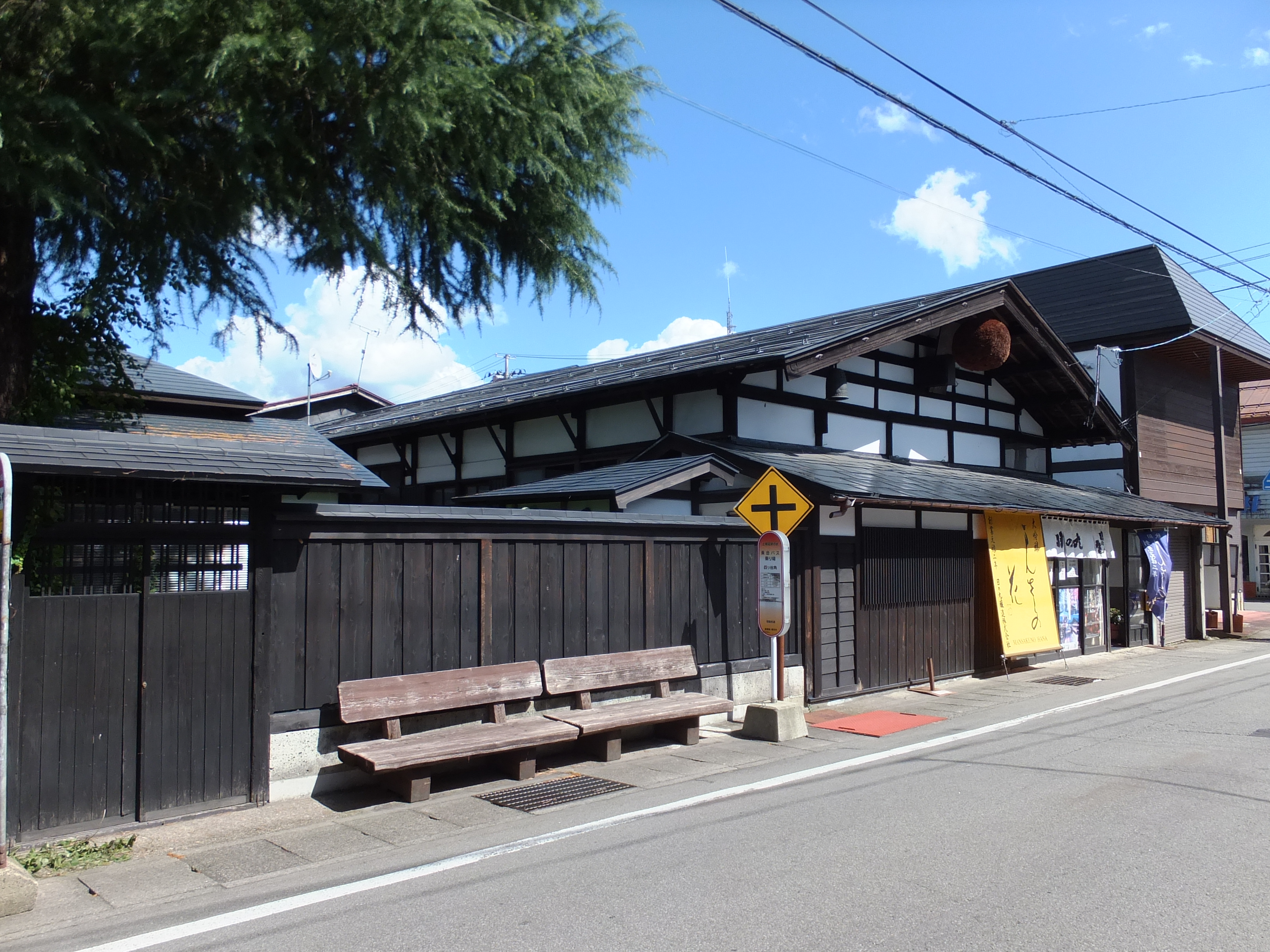
日の丸醸造株式会社（登録有形文化財）
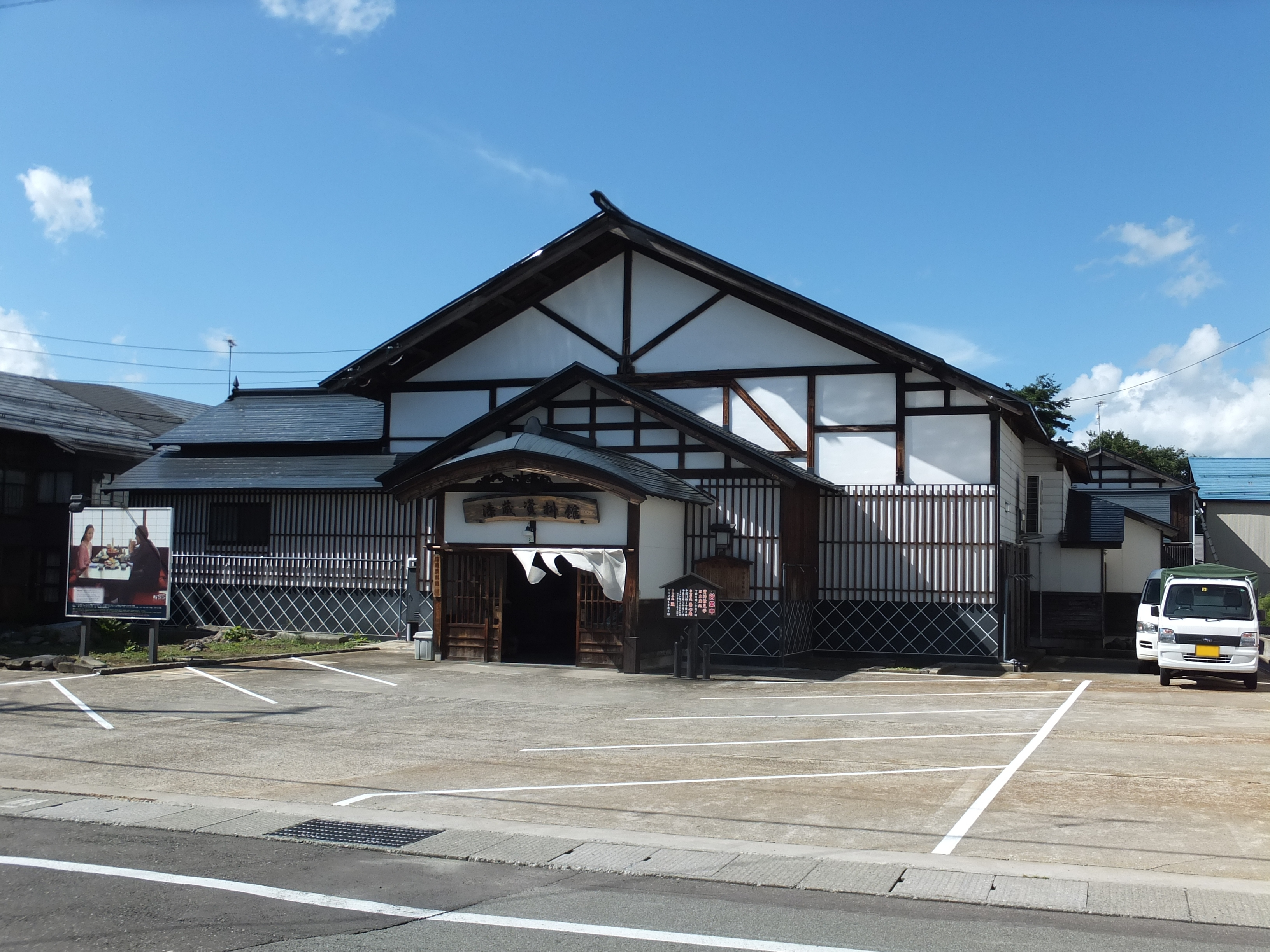
佐藤養助商店、漆蔵資料館（登録有形文化財）
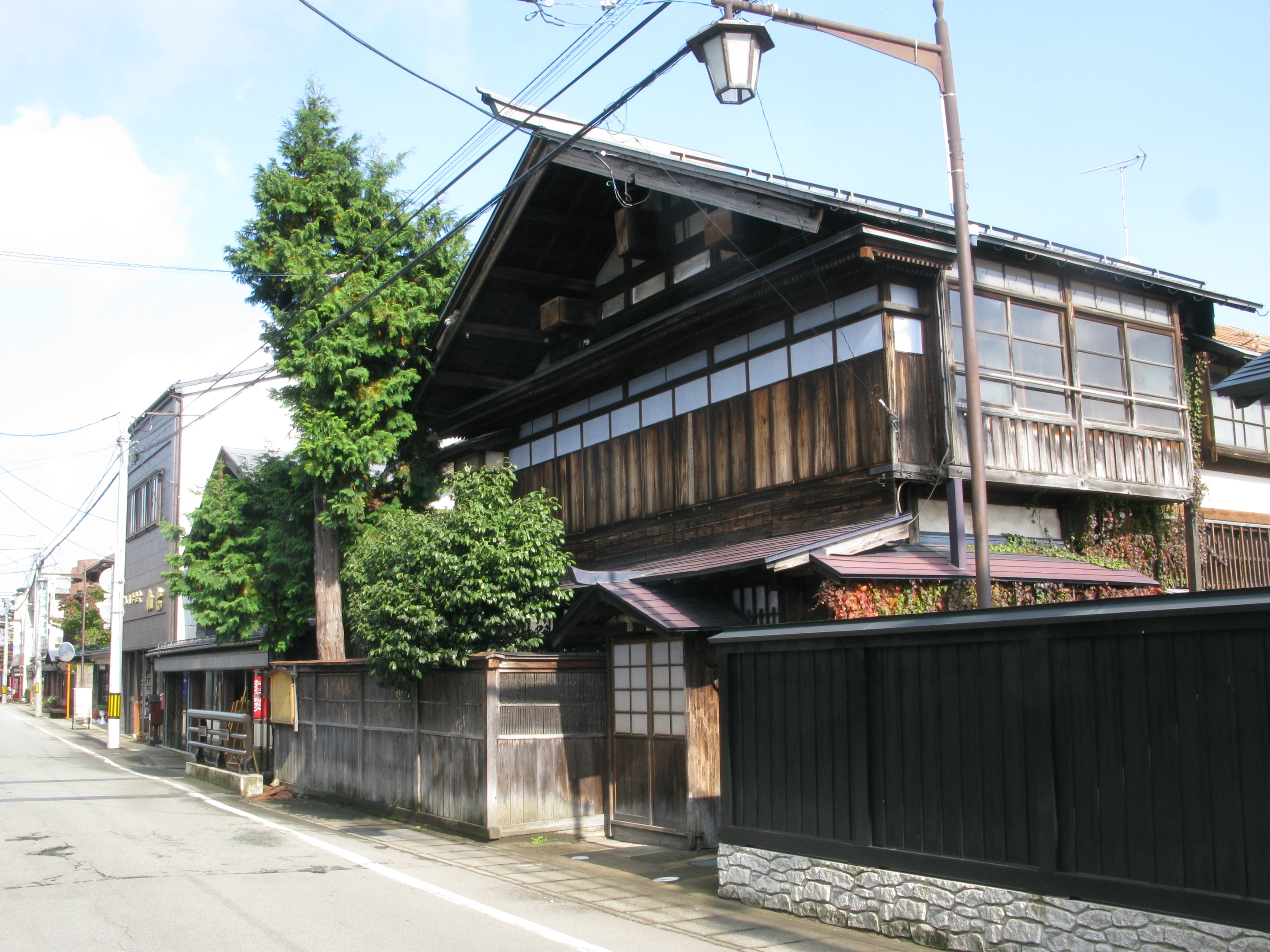
旧松浦家住宅、主屋 （国の重要文化財)
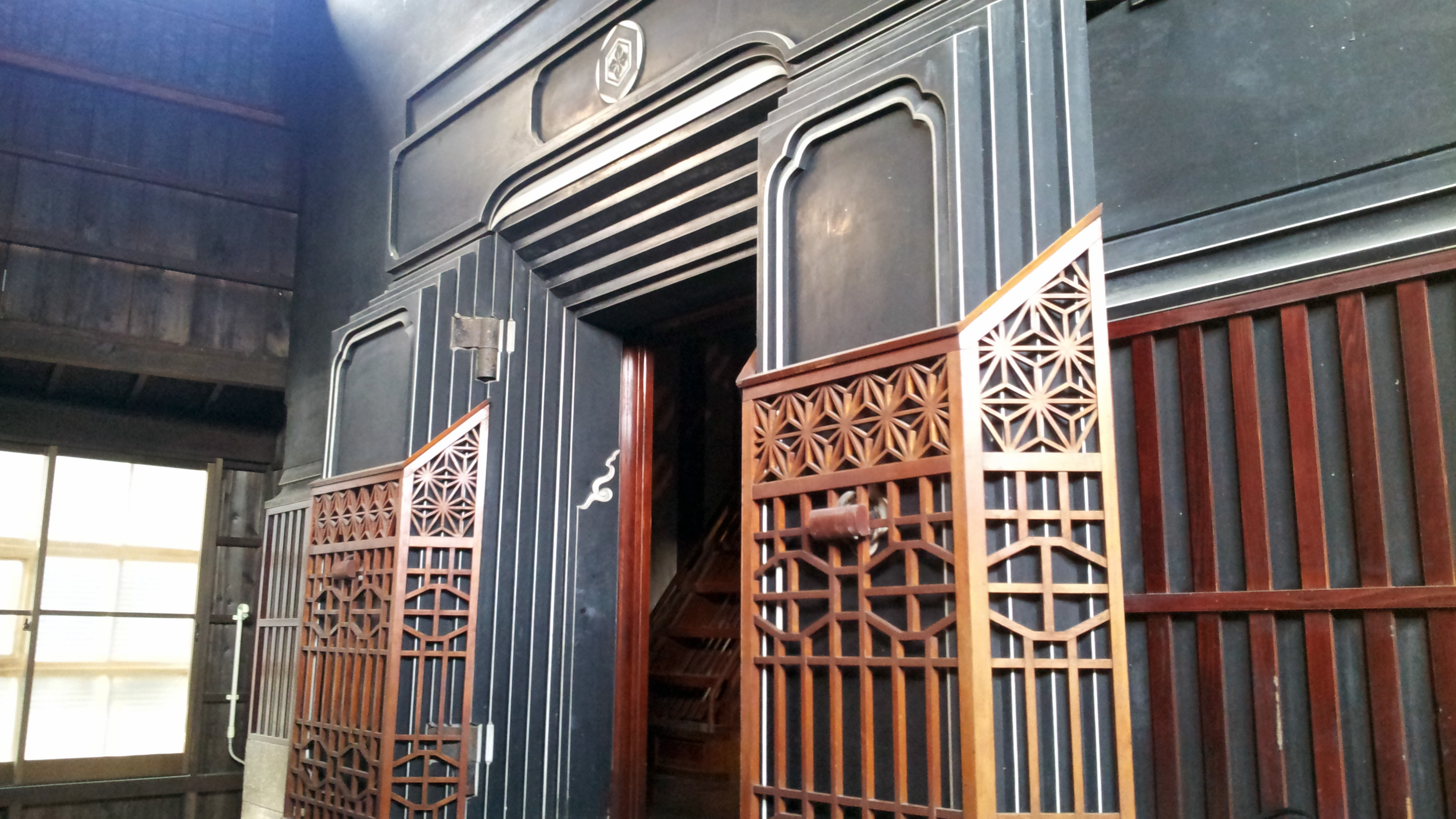
旧松浦家住宅、座敷蔵 （国の重要文化財)
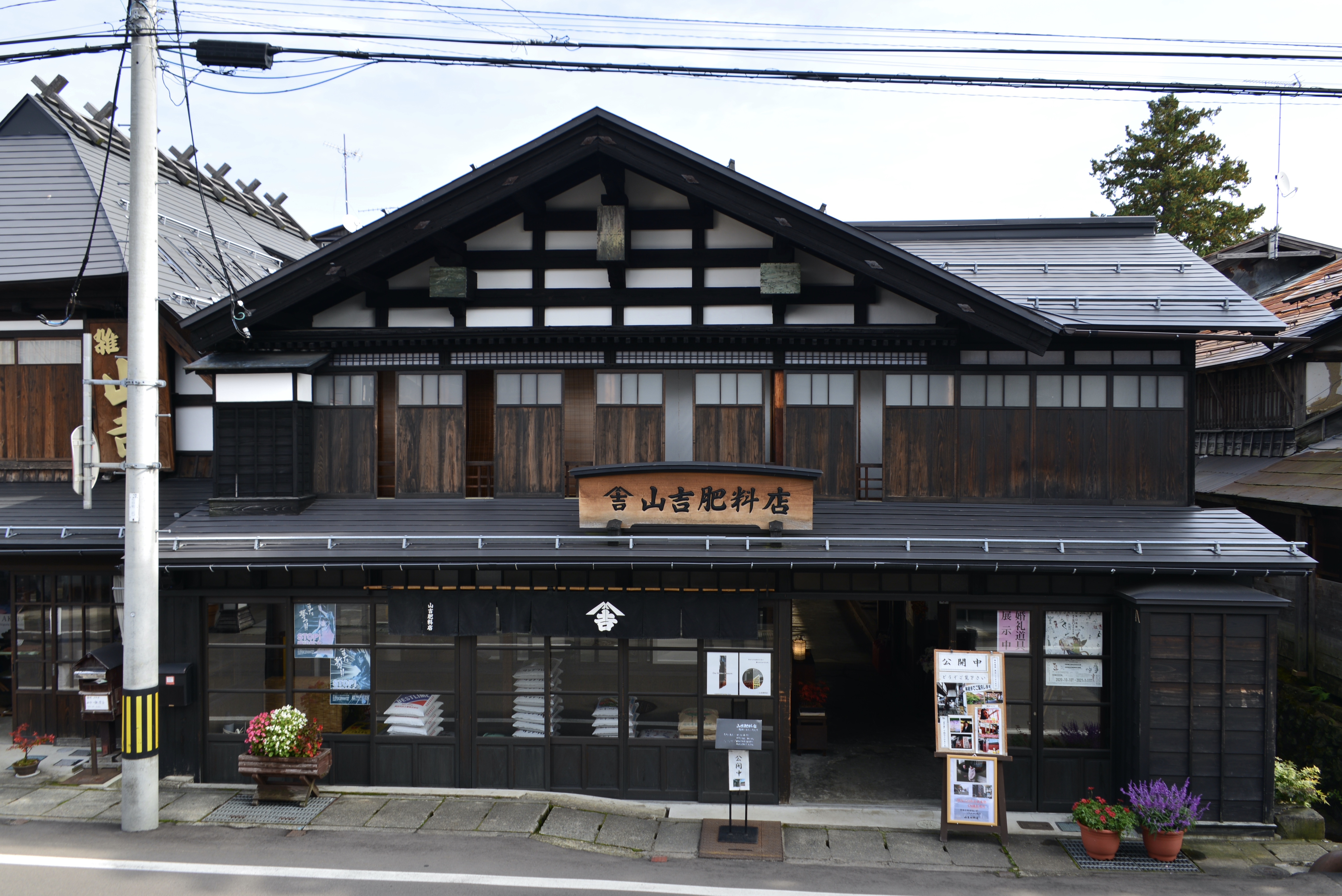
山吉肥料店店舗兼主屋
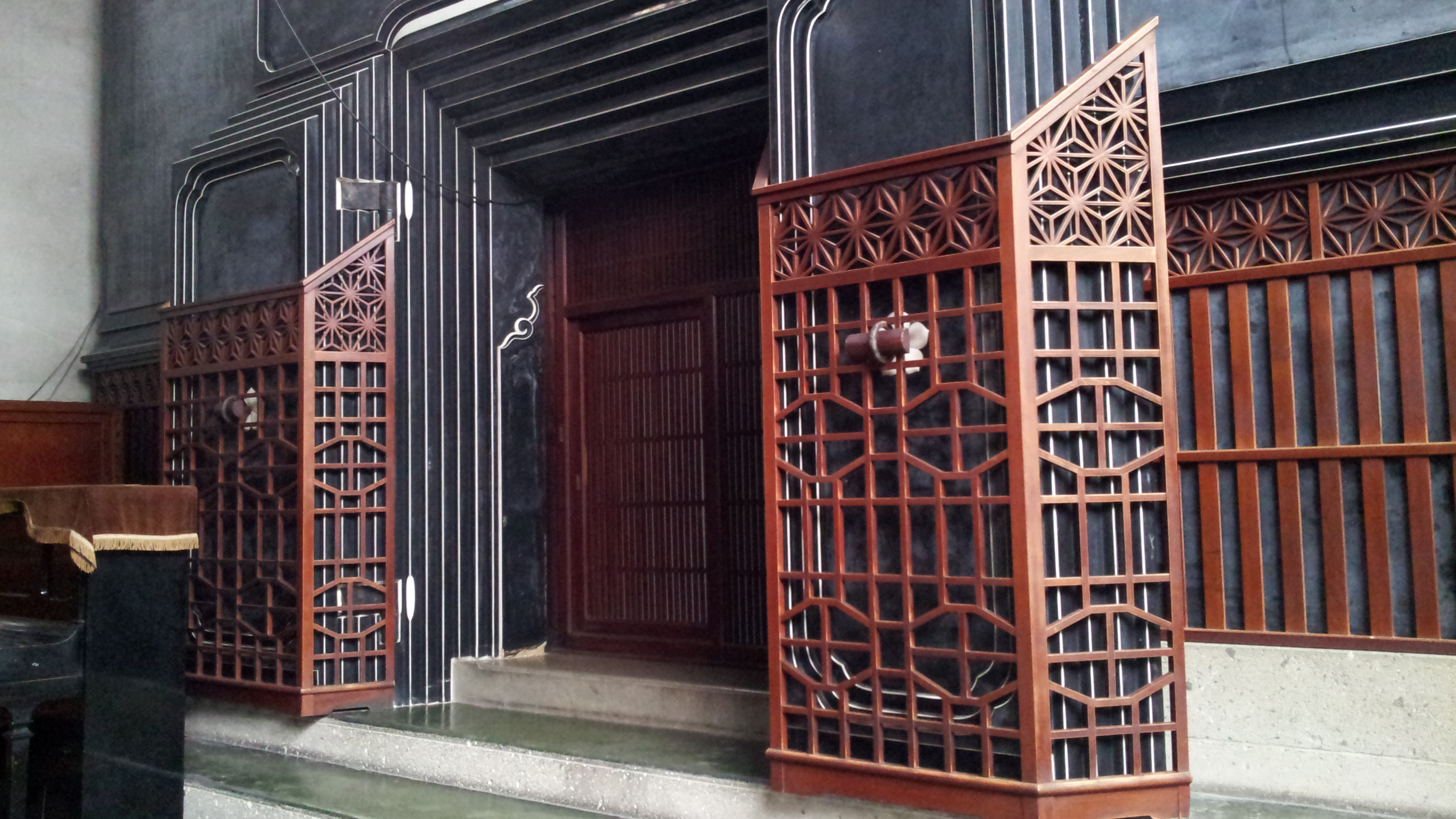
山吉肥料店内蔵　扉の蛇腹は五段で増田の内蔵でも最も凝った造り
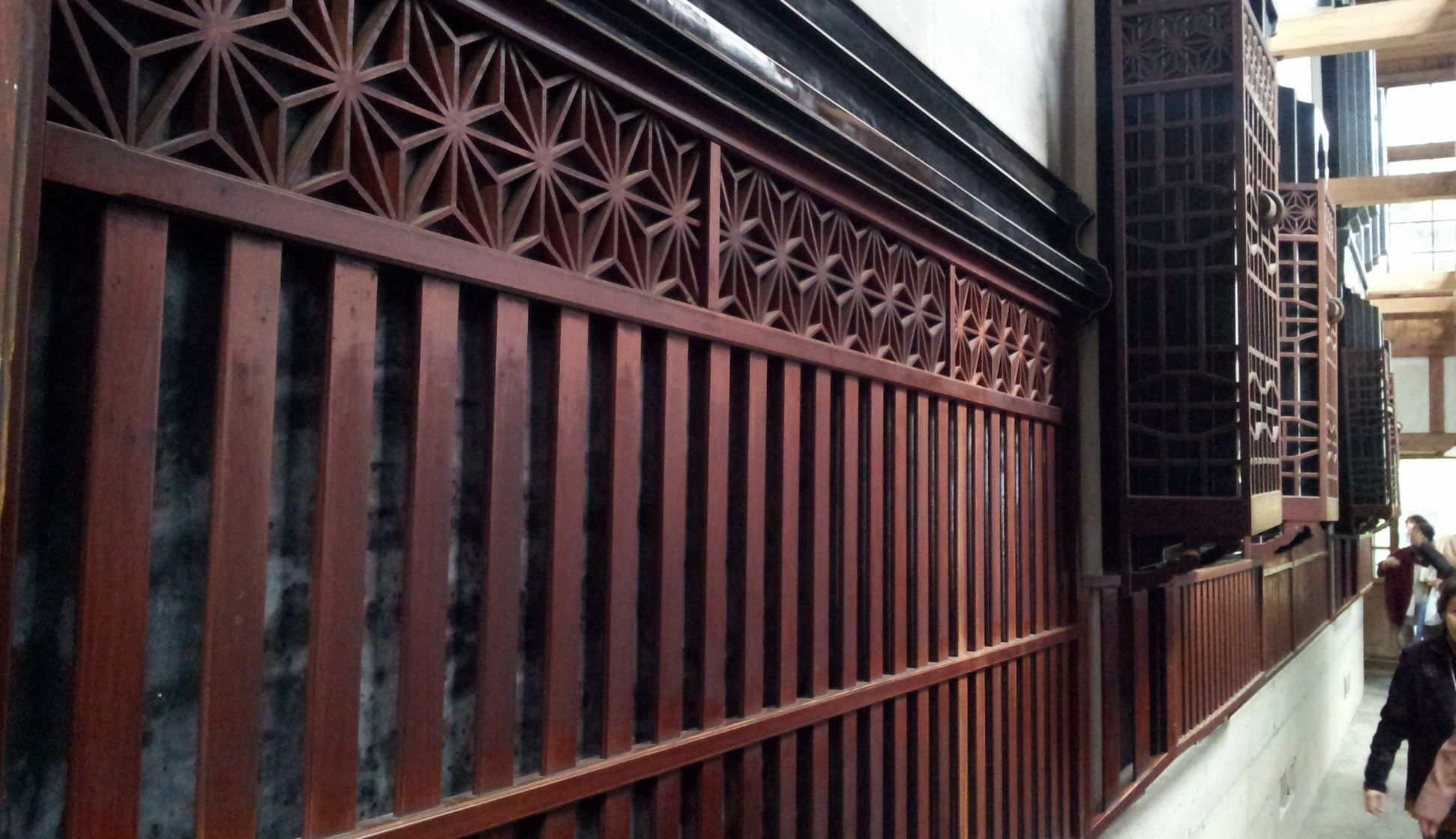
山吉肥料店内蔵 麻の葉の装飾が施された鞘飾り
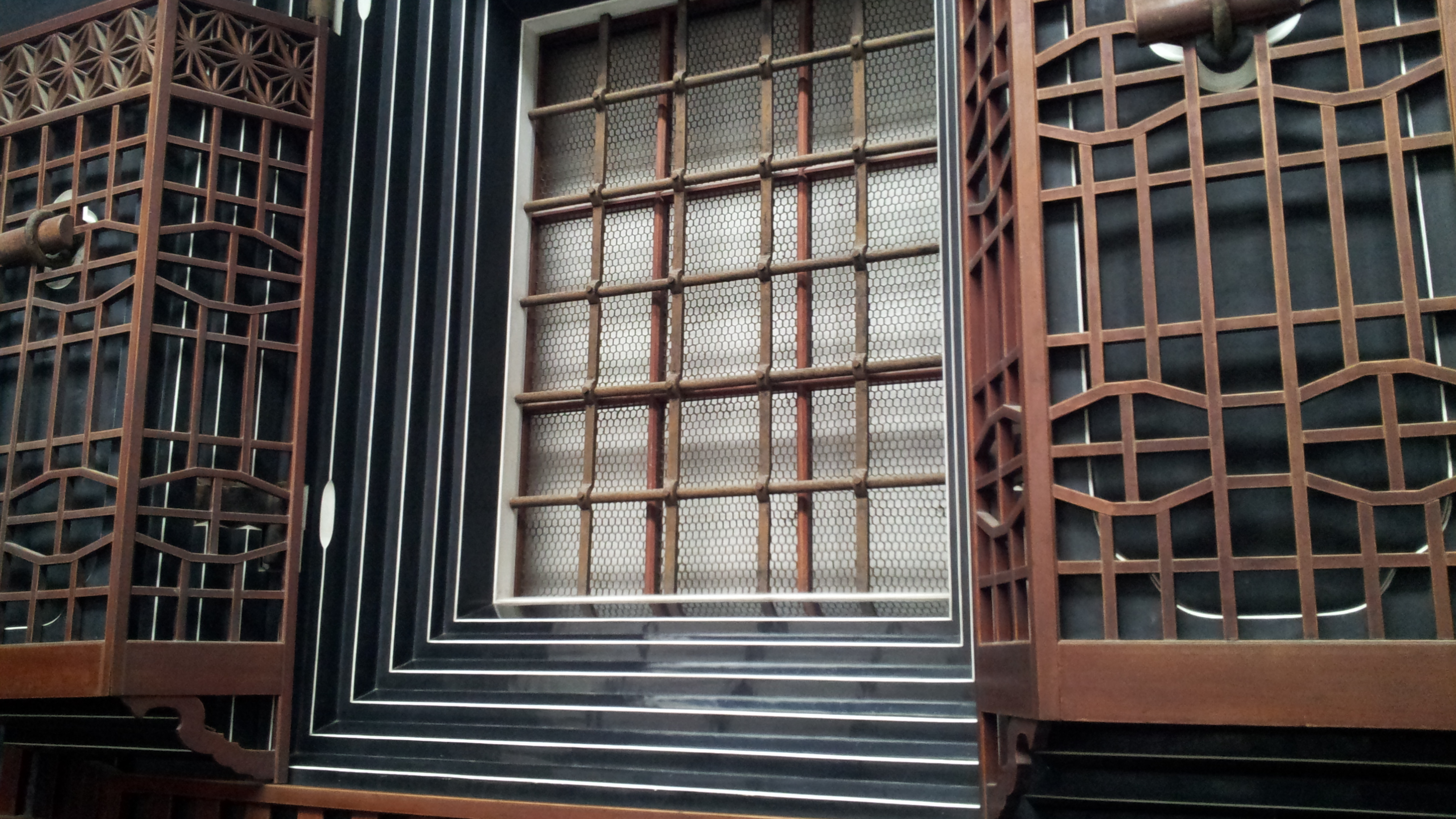
山吉肥料店内蔵
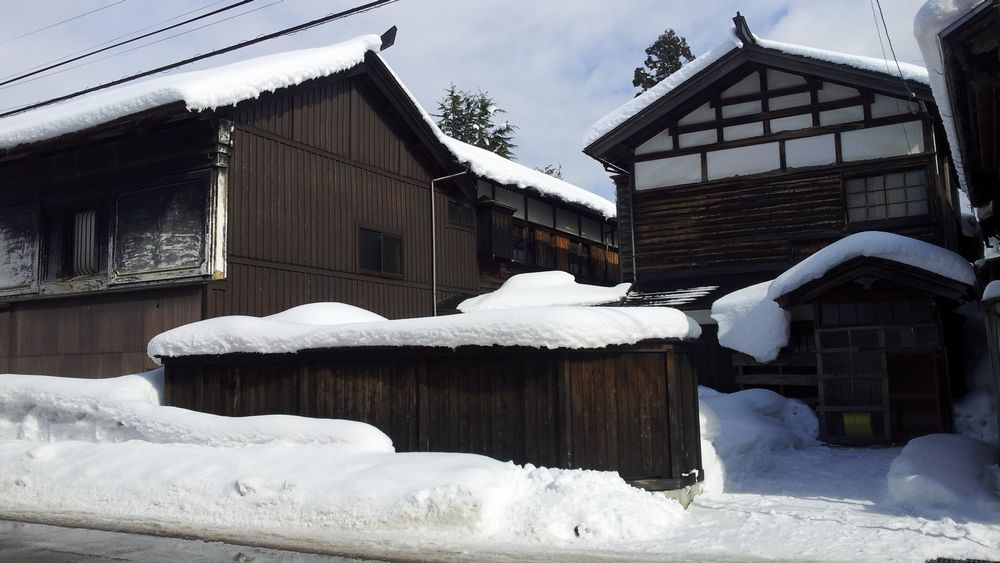
旧佐々虎呉服店（登録有形文化財）
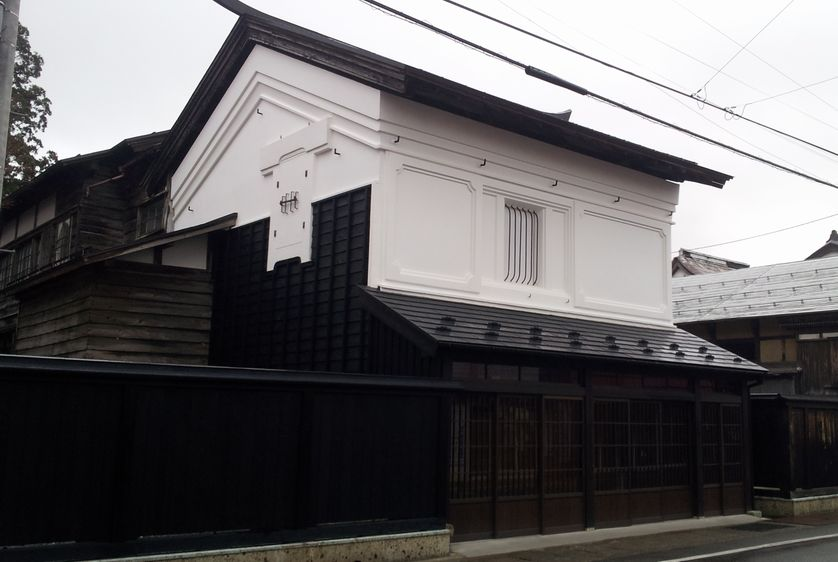
旧佐々虎呉服店店蔵（横手市指定文化財）
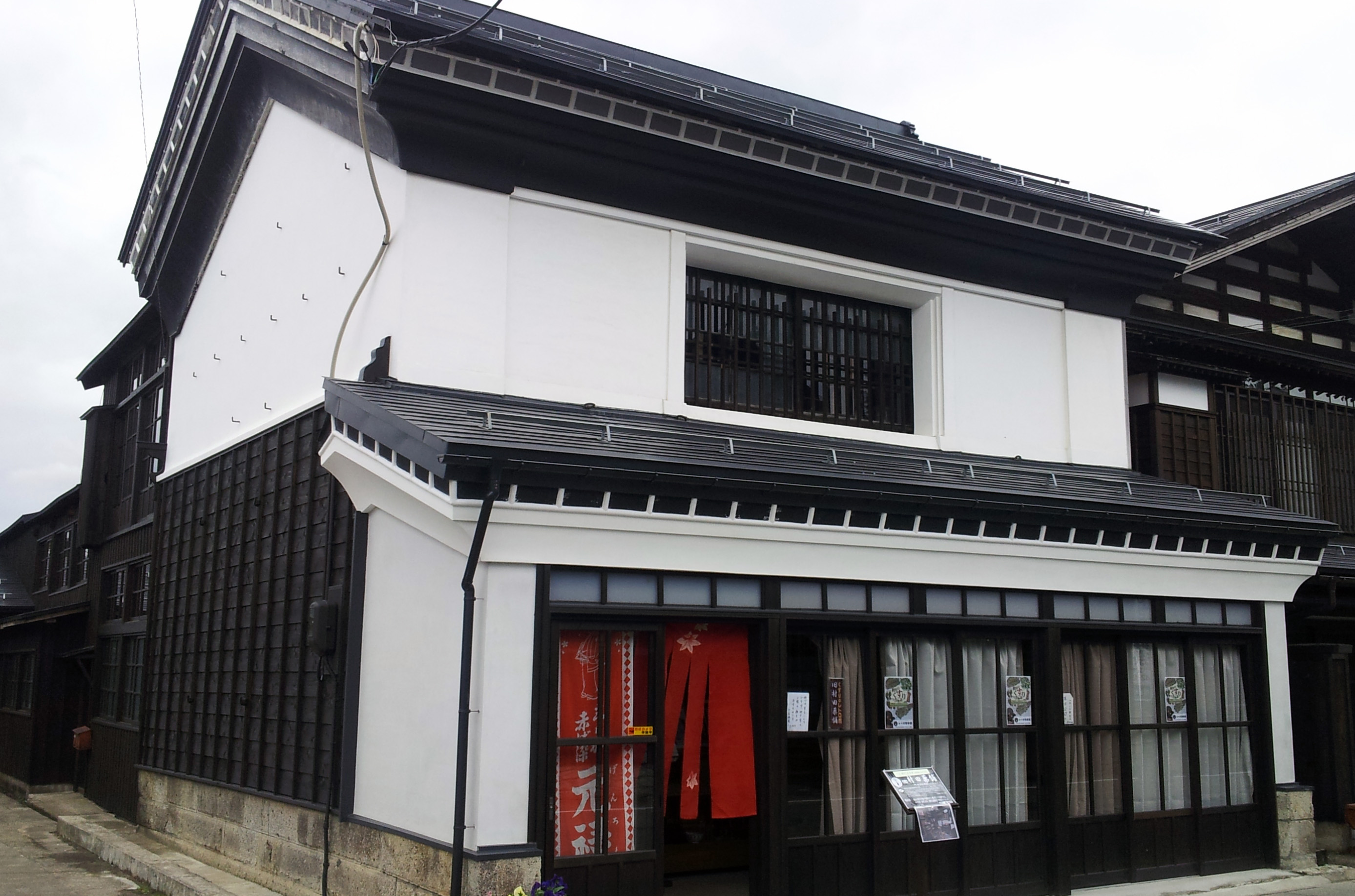
旧村田薬局店蔵
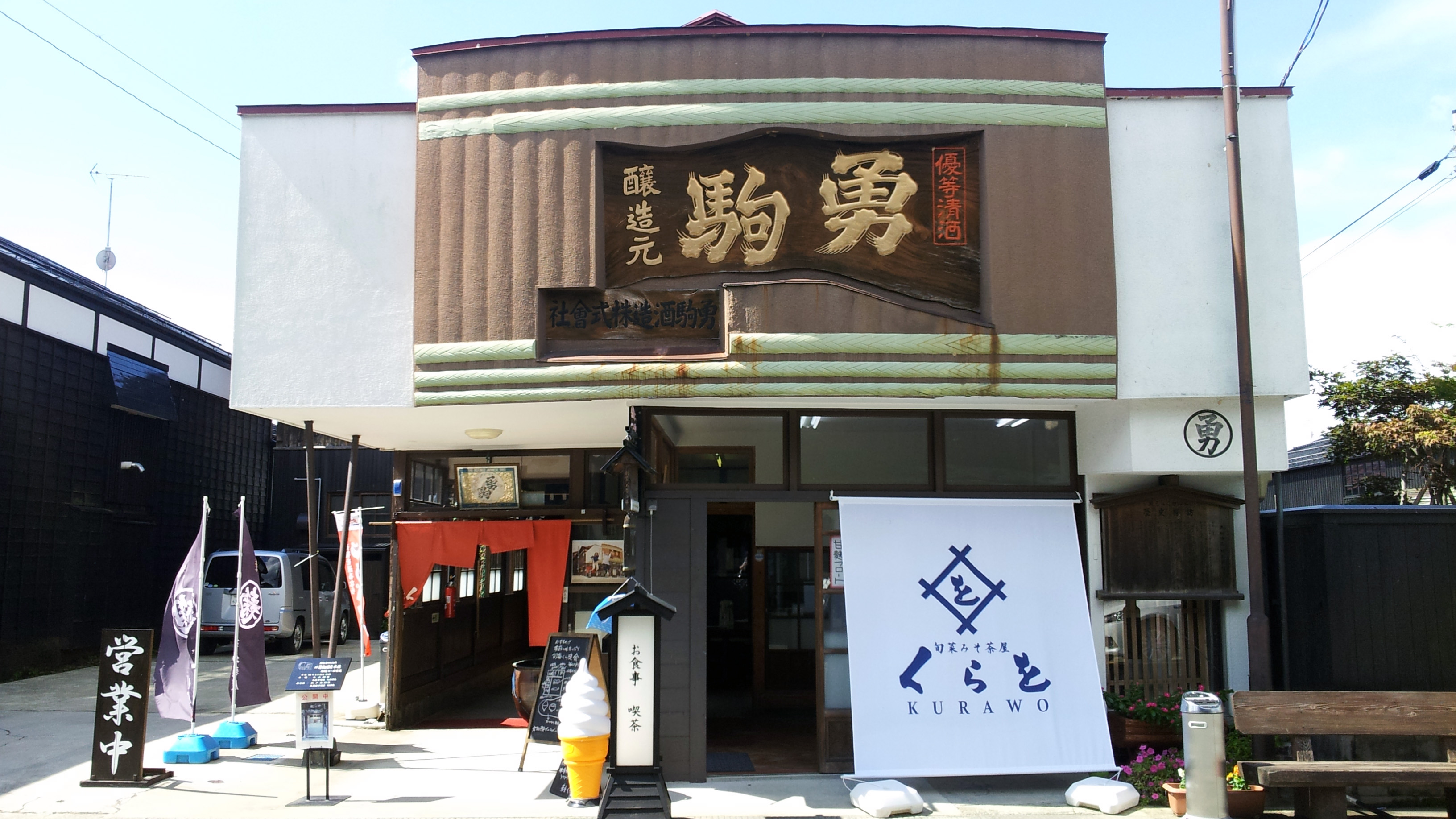
旧勇駒酒造（登録有形文化財）
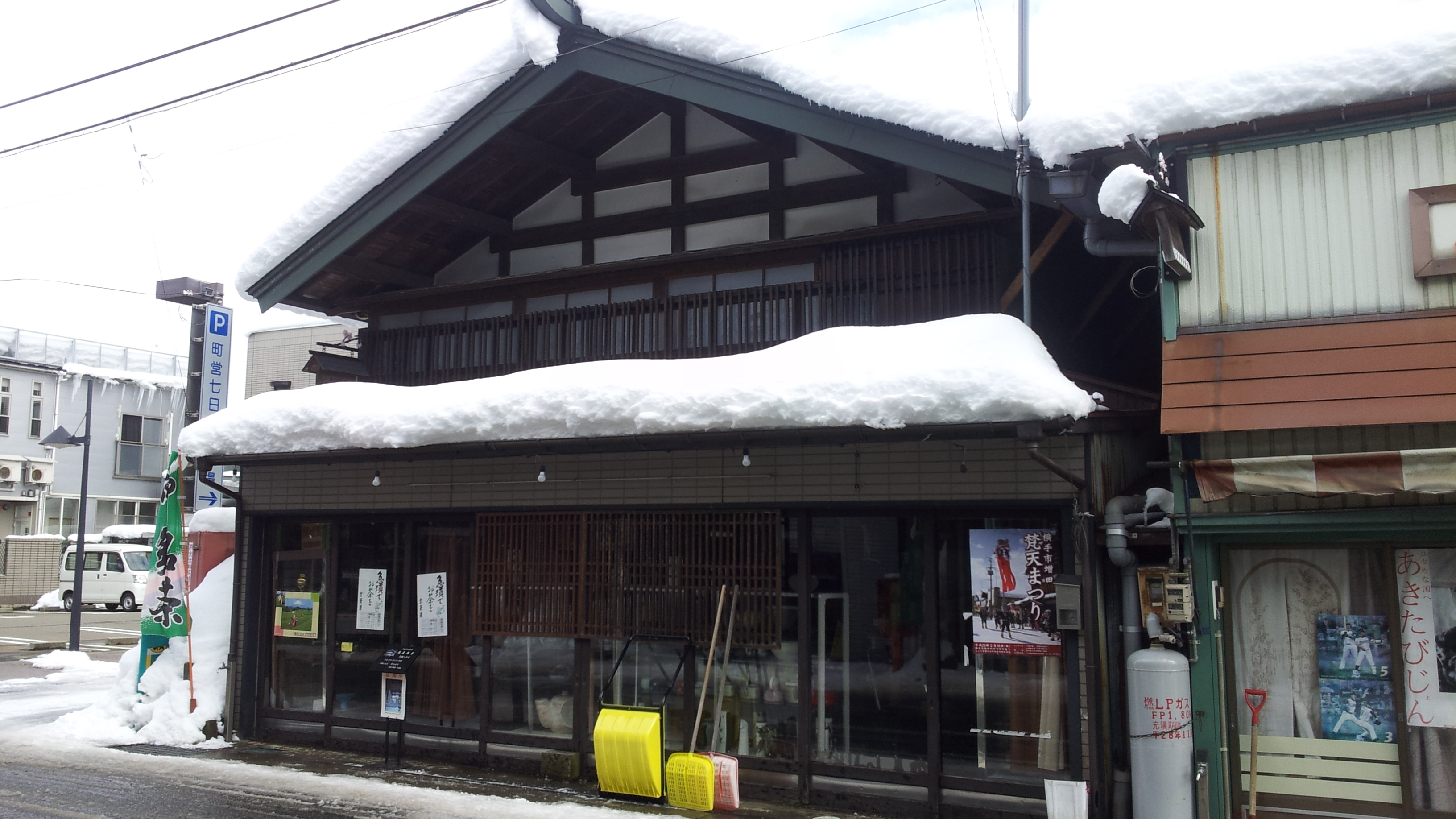
石直商店店舗兼主屋（登録有形文化財）
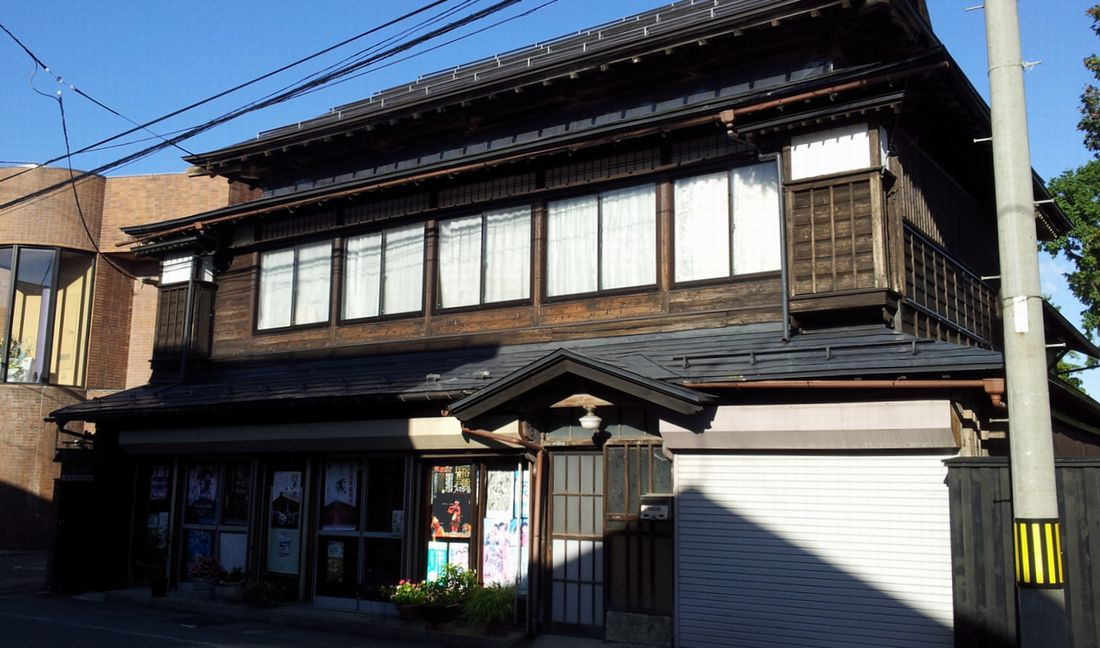
興文館東海林書店店舗兼主屋（登録有形文化財）
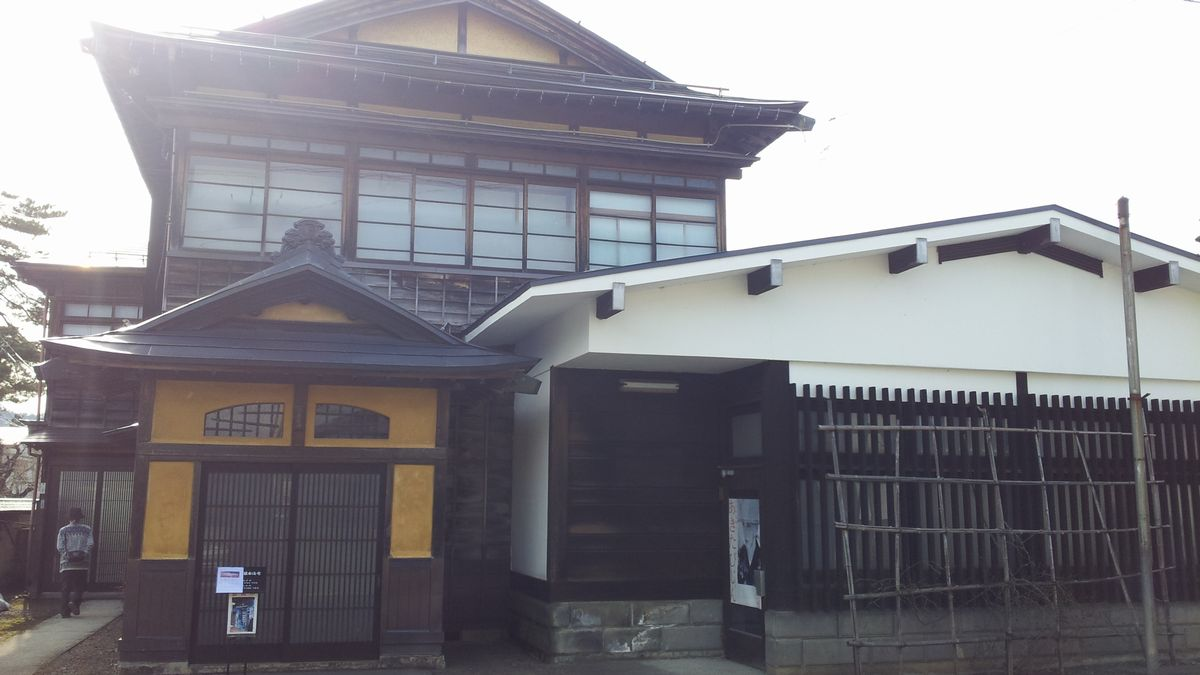
谷藤家（横手市指定文化財）
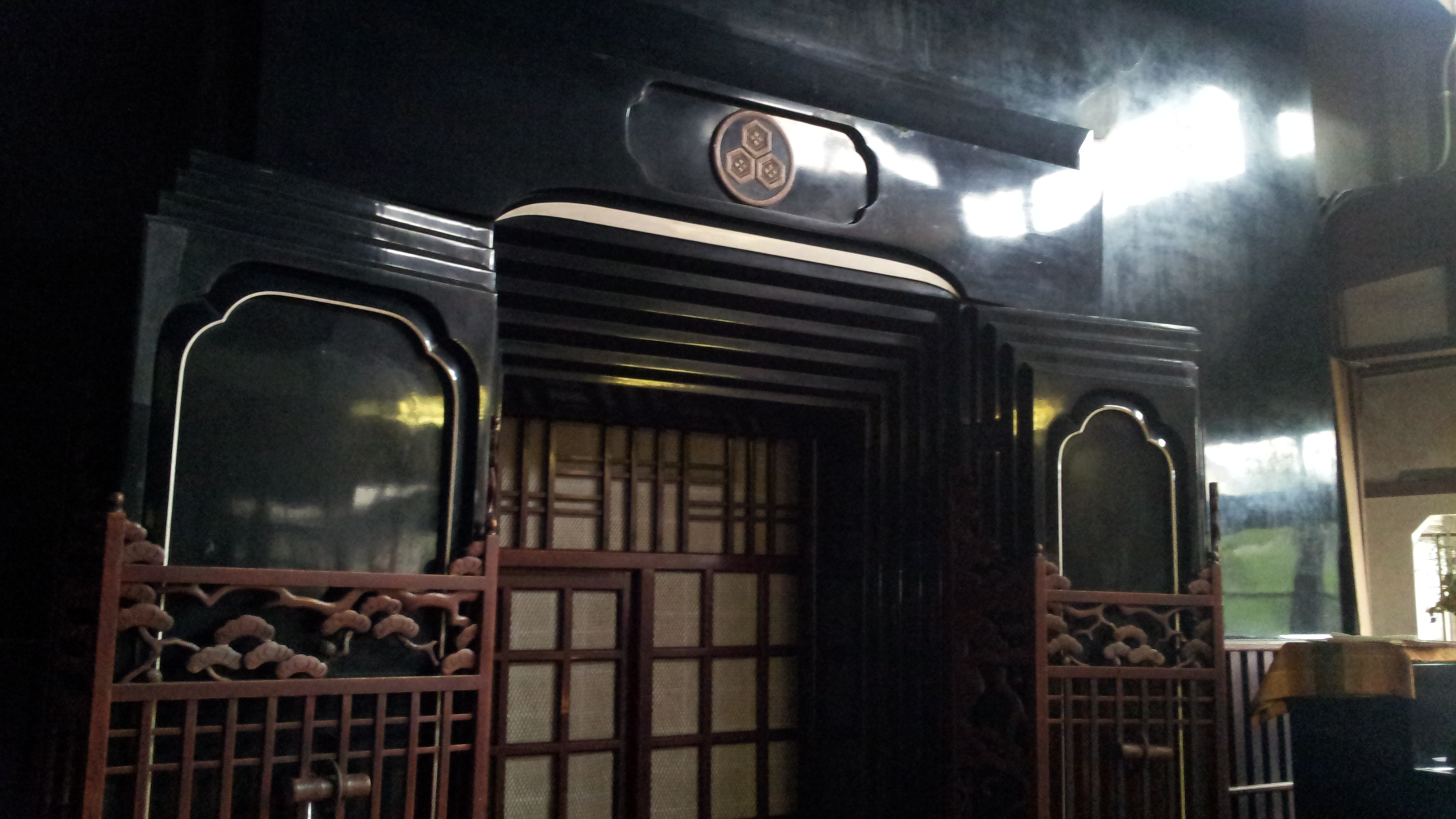
谷藤家内蔵（横手市指定文化財）
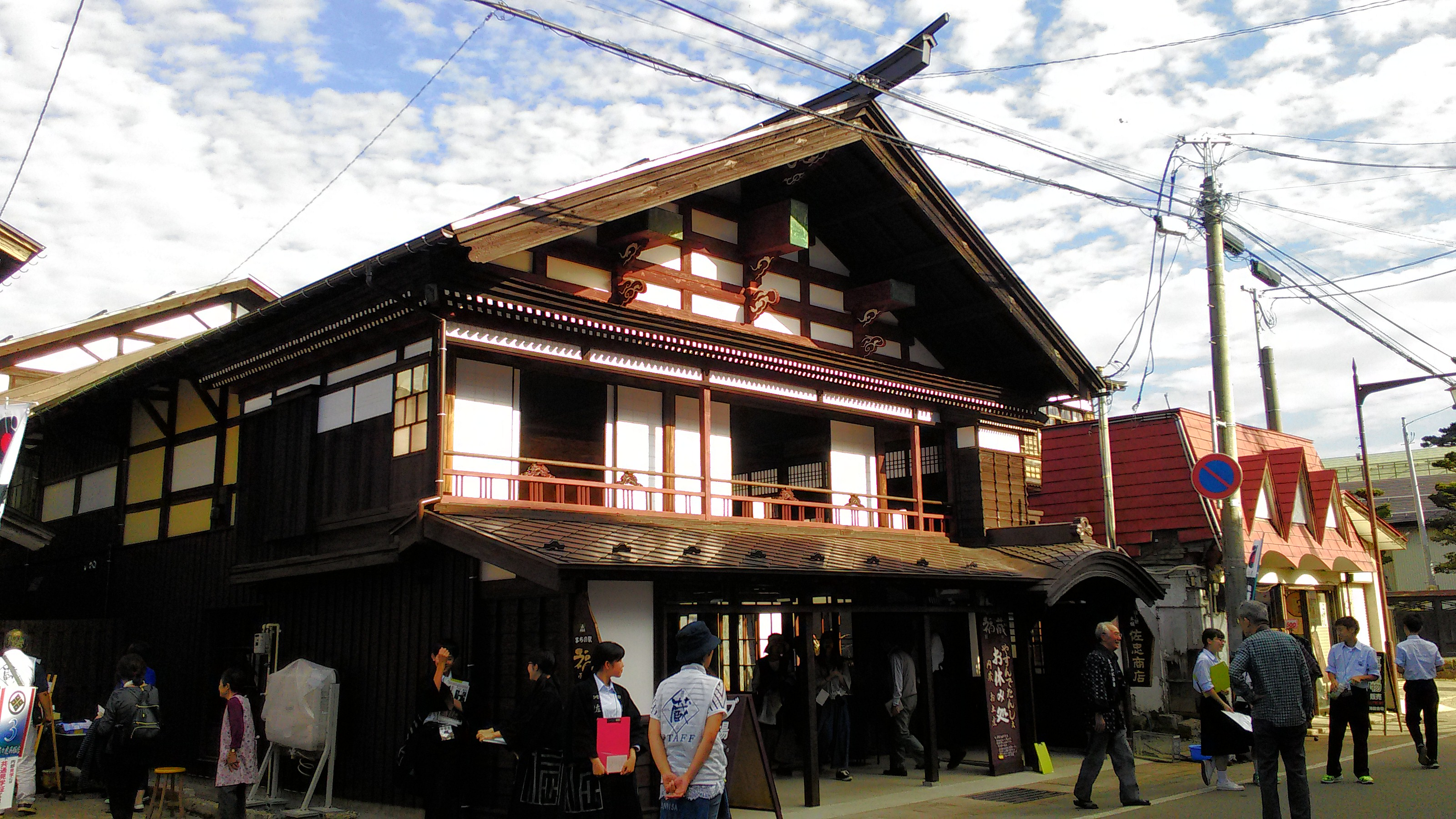
旧佐藤與五兵衛家店舗兼主屋
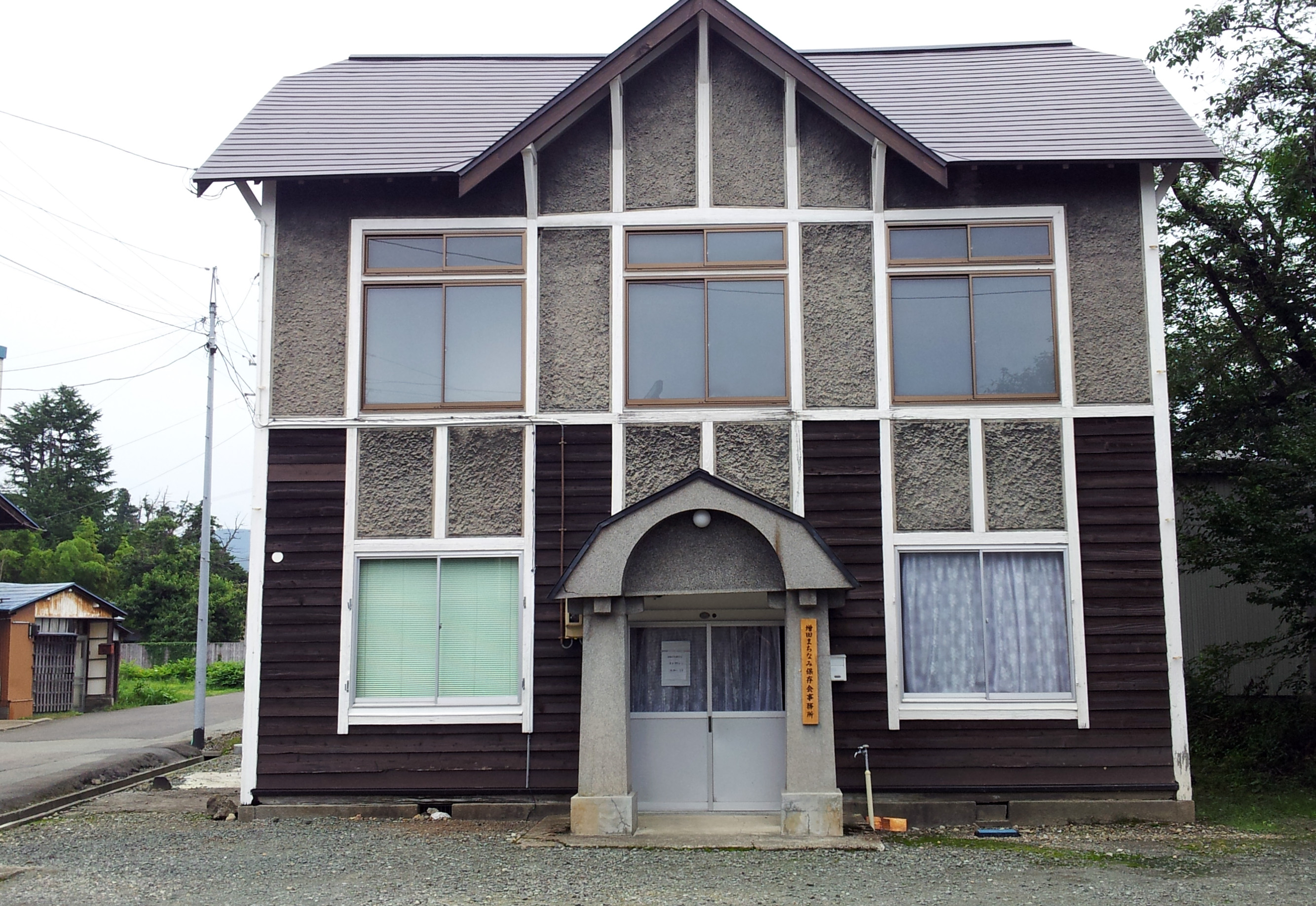
旧増田感恩講事務所（横手市指定文化財）

※上の画像説明中の「登録有形文化財」は、いずれも文化財保護法に基づき日本国（文部科学大臣）によって登録された文化財。

## 公開施設
- 観光物産センター蔵の駅（旧石平金物店）
- 旧石田理吉家 - 市指定文化財
- 佐藤家住宅 - 国の重要文化財
- 佐藤三十郎家 - 登録有形文化財
- 旧勇駒酒造 - 登録有形文化財（要予約）
- 石直商店 - 登録有形文化財
- 谷藤家 - 市指定文化財
- 笹原家
- 山吉肥料店
- 山中吉助商店 - 登録有形文化財
- 升川商店 - 登録有形文化財
- 佐藤こんぶ店
- 佐藤多三郎家 - 市指定文化財（要予約）
- 日の丸醸造 - 登録有形文化財（要予約）

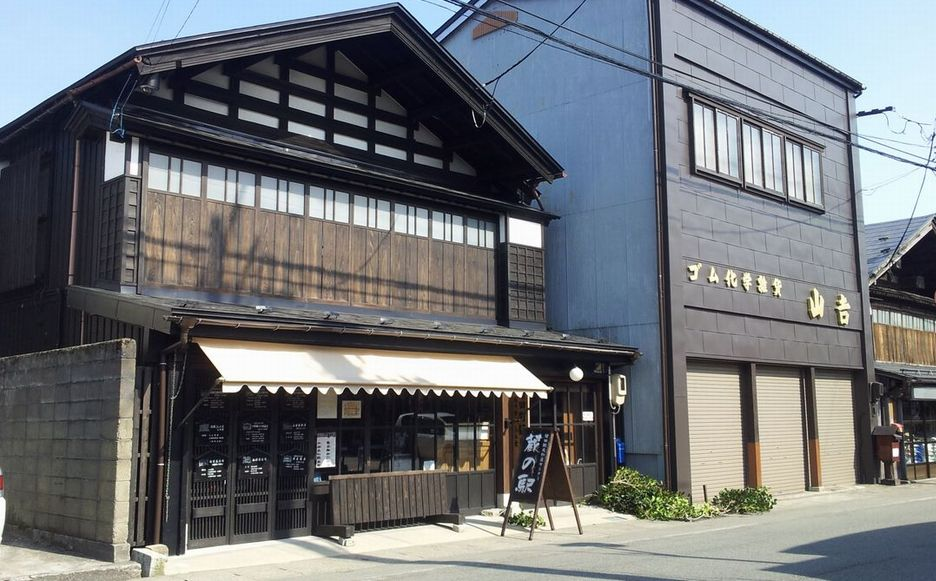
「蔵の駅」と山中吉助商店

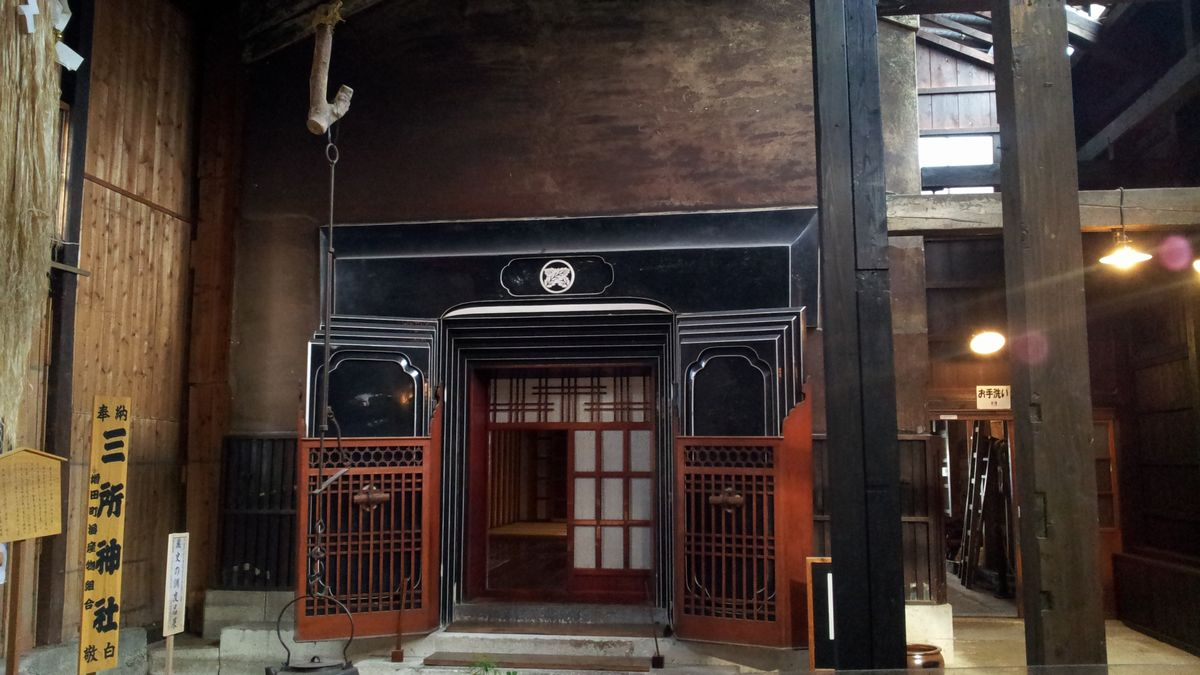
「蔵の駅」（旧石平金物店）内蔵

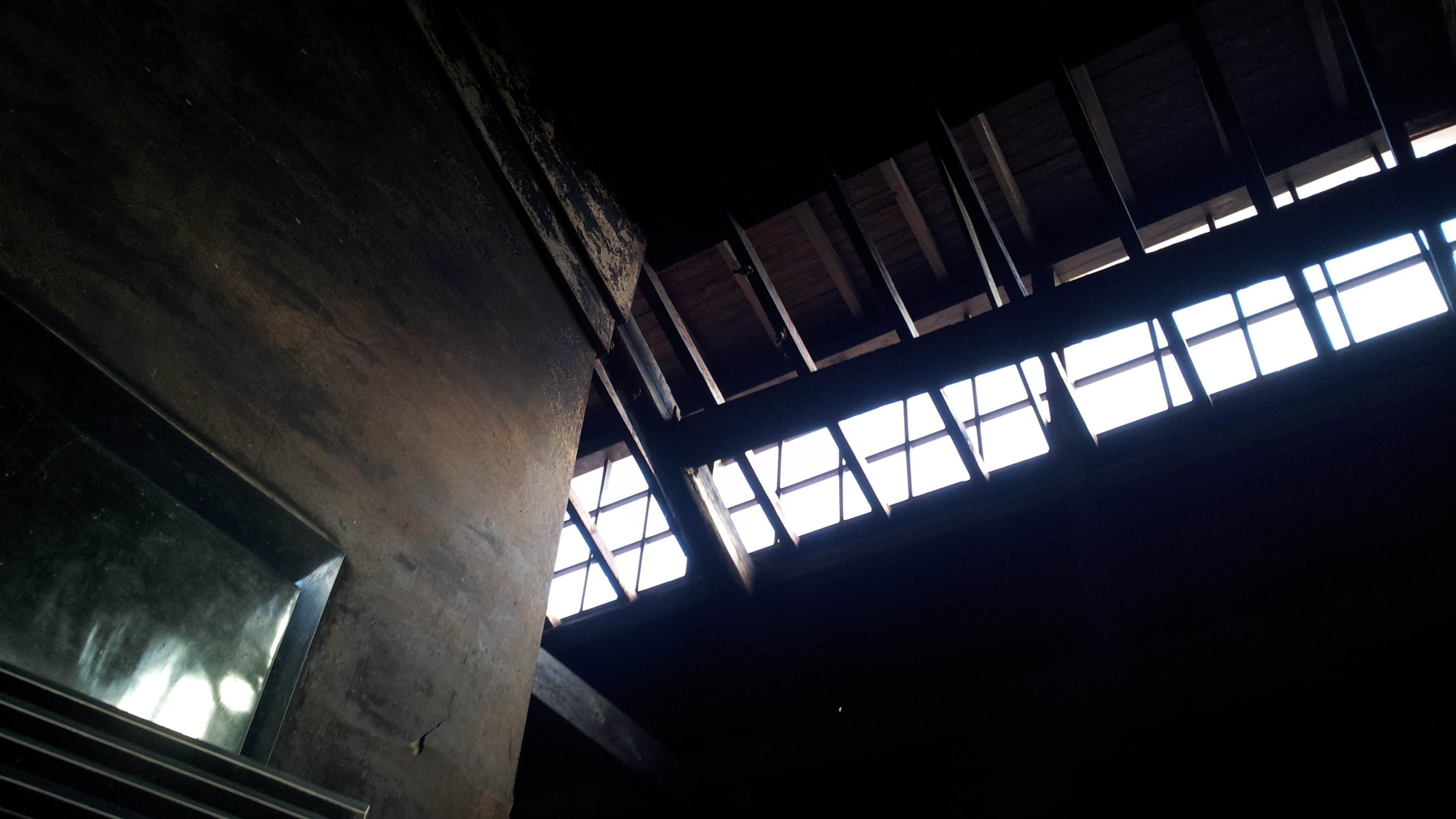
「蔵の駅」内蔵と鞘の小屋組

- 佐藤養助商店漆蔵資料館 - 登録有形文化財
- 旧村田薬局
- 興文館東海林書店 - 登録有形文化財
- 高橋茶舗 - 登録有形文化財
- 旧佐藤與五兵衛家（まちの駅福蔵）

市の所有である観光物産センターを除き、公開されている家屋は現在もなお所有者が居住または店舗として営業するものである。所有者の協力と好意により公開が行われている旨に注意されたい。また、公開日や公開方法なども各家により異なるので、事前に公開カレンダーを確認または観光物産センターなどに問い合わせる事が望ましい。

## 近隣施設
- 横手市増田まんが美術館
- 横手市役所 増田地域局
- 横手市立増田小学校
- 横手警察署増田幹部交番 - もと増田警察署。2005年（平成17年）に横手警察署と統合。
- 真人公園（日本さくら名所100選）

## 祭り・イベント

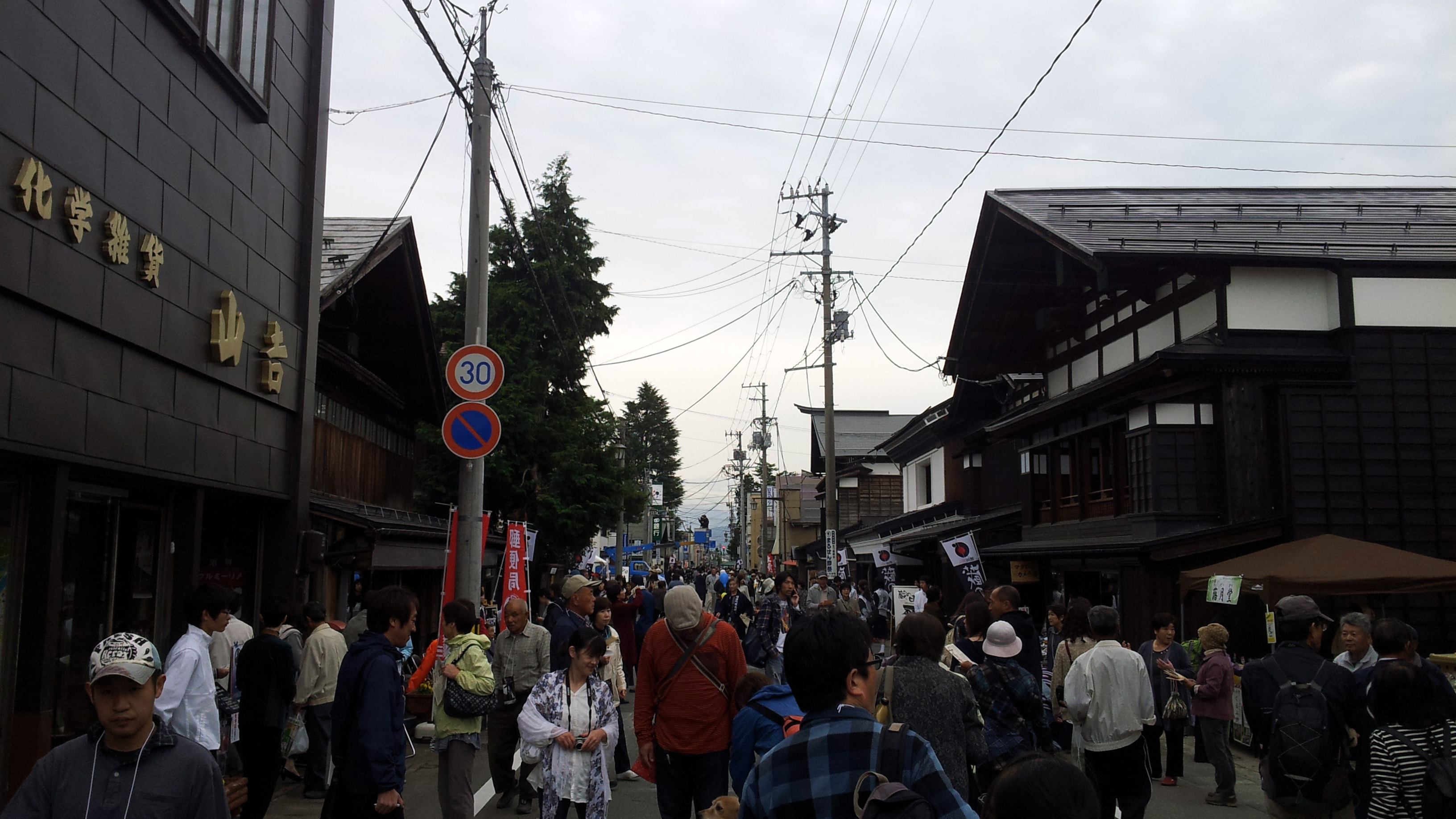
第９回「蔵の日」

- 増田の朝市 - 寛永20年（1643年）から350年以上続く朝市。近郊の農家や商店から100余りが出店する。毎月2・5・9のつく日に開催。
- 「蔵の日」 - 10月に開催。増田地区の蔵を持つ町屋が特別一斉公開されるほか、地域イベント・地産食品の販売などが行われる。2006年（平成18年）から開始された。
- 増田の盆踊り - 8月16日開催。貞治年間の増田城築城に際し、城主の娘が生贄として捧げられた悲話に由来するとされる。
- 増田の花火 - 9月14日開催。2014年（平成26年）で90回を数える。
- 真人公園たらいこぎ競争　- 4月29日、8月16日開催。
- 三所神社梵天祭り　- 2月中旬開催。

## 交通アクセス
- 奥羽本線十文字駅から羽後交通バスで約10分、「増田中町」下車。なお十文字駅は2013年（平成25年）にデスティネーションキャンペーンに合わせ改装が行われ、待合室入口が内蔵の入口風に改装された。